# گرامن اف-۱۴ تام‌کت

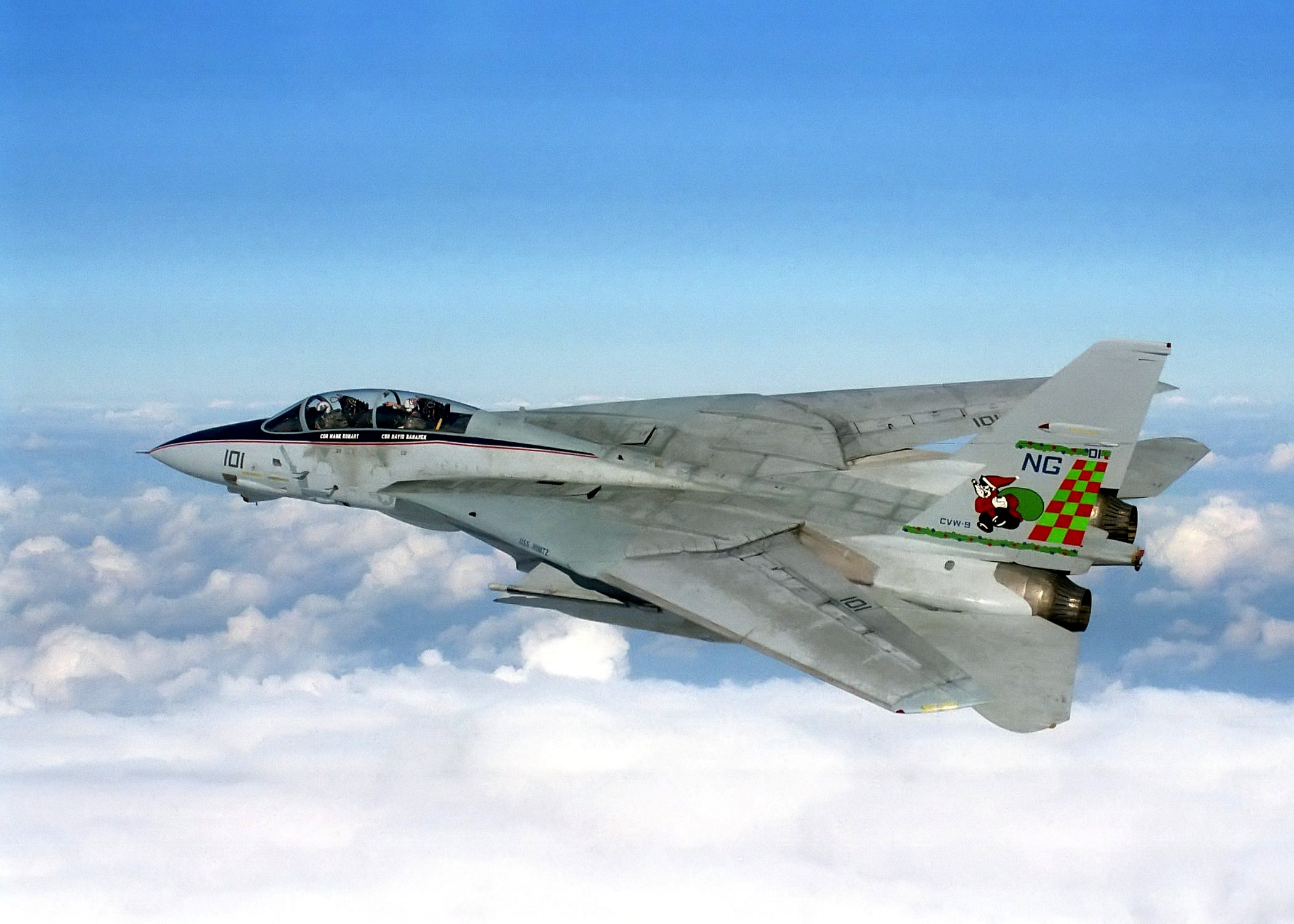

گرامَن اف-۱۴ تامکت (به انگلیسی: Grumman F-14 Tomcat) هواگرد جنگنده مافوق صوت دوموتوره، دوسرنشین و نسل چهارم بال متحرک ساخت شرکت گرامن در ایالات متحده آمریکا است که نخستین پرواز خود را در سال ۱۹۷۰ انجام داد و از سال ۱۹۷۴ برای خدمت در نیروی دریایی ایالات متحده پذیرفته شد. این هواپیما از ۱۹۷۴ تا ۲۰۰۶ در نیروی دریایی ایالات متحده به‌عنوان جنگنده برتری هوایی، هواپیمای رهگیر دفاعی و هواپیمای شناسایی تاکتیکی اصلی این نیرو خدمت کرد. اف-۱۴ بعد از اینکه در دهه ۱۹۹۰ مجهز به سامانه هدف‌گیری فروسرخ در شب (LANTIRN) و سامانه پرواز سطح پائین گردید حملات موشکی هوا به زمین دقیقی را هم انجام داد.
اف-۱۴ تام‌کت در سال ۱۹۷۲ به‌عنوان جایگزین هواپیمای مک دانل داگلاس اف-۴ فانتوم ۲ (به‌معنی شبح) به خدمت نیروی دریایی ایالات متحده درآمد. تامکت یکی از پیشرفته‌ترین، پیچیده‌ترین و گران‌قیمت‌ترین جنگنده‌های تاریخ هوانوردی جهان بوده و فناوری‌های پیشرفته‌ای که در ساخت آن به‌کار رفته بود سبب شد که کنگره آمریکا فروش آن را به سایر کشورها محدود کند. با توجه به قیمت بالای هر فروند از این جنگنده تولید آن در ایالات متحده در هاله‌ای از ابهام بود. با تلاش محمدرضا پهلوی و پس از کِش و قوس‌های فراوان و پرداخت هزینه در سال ۱۹۷۶ این پرنده به خدمت نیروی هوایی ارتش شاهنشاهی ایران درآمد. در هنگام ساخت، بانک ملی ایران ۷۵ میلیون دلار وام با سود ۱۱ درصد به شرکت گرامن برای خط تولید پرداخت کرد.
در حال حاضر ایران تنها به‌کار گیرنده این جنگنده در جهان است.

## توسعه
طرح توسعه اف-۱۴ هنگامی مطرح شد که برنامه تولید اف-۱۱۱بی به علت پاره‌ای مشکلات با شکست مواجه شد. وقتی فرمانده نیروی دریایی توماس کانلی طرح ساخت مدل متفاوتی از هواپیمای اف-۱۱۱ ای را برای پرواز به‌عهده گرفت، و دریافت که این هواپیما مشکل در پرواز در سرعت فراصوت دارد و توانایی به زمین نشستن آن ضعیف است، در کنگره تصریح کرد که با این وضع نگران وضعیت نیروی دریایی است. در مه سال ۱۹۶۸ کنگره آمریکا هزینه‌گذاری بر روی جنرال داینامیکس اف-۱۱۱ آردوارک را قطع کرد تا اینکه نیروی دریایی چاره‌ای به وضعیت موجود پیدا کند.

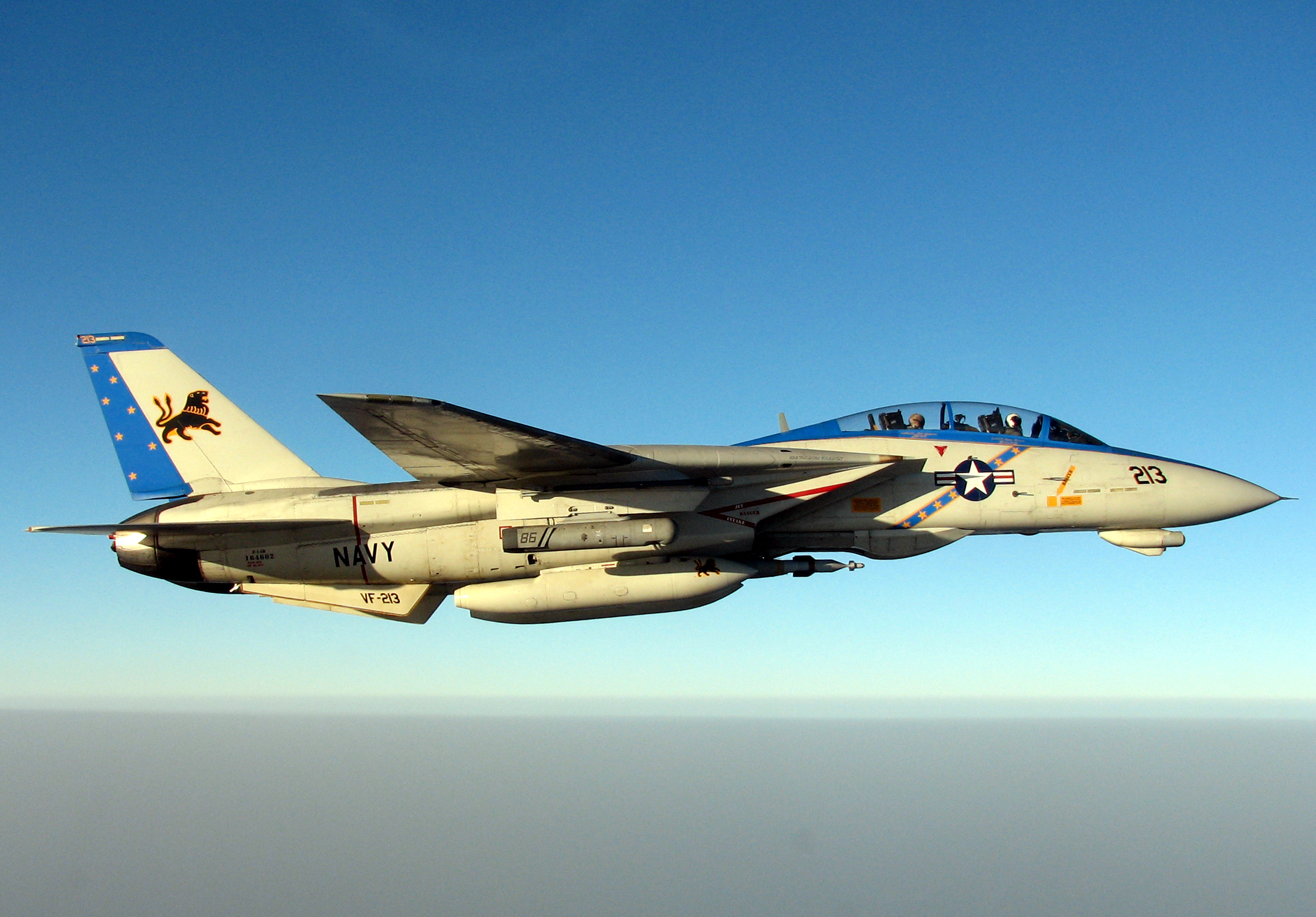
اف-۱۴دی نیروی دریایی آمریکا

آنچه که مورد نیاز نیروی دریایی ایالات متحده آمریکا بود، داشتن جنگنده‌ای دوربرد و پرطاقت بود که بتواند از ناوگان جنگی ایالات متحده در مقابل موشک‌های ضدکشتی شلیک شده از بمب‌افکن‌ها و زیردریایی‌های شوروی دفاع کند، در مقایسه با جنگنده اف-۴ فانتوم از رادار پرقدرت‌تر و موشک‌های دوربردتری به منظور رهگیری هواپیماها و موشک‌های دشمن برخوردار باشد و دارای خصوصیات برتری هوایی منحصربه‌فردی باشد. نیروی دریایی به شدت مخالف شرکت در طرح جنگنده تاکتیکی آزمایشی (تی‌اف‌ایکس) (که منجر به تولید دو جنگنده اف-۱۵ و اف-۱۶ شد) بود؛ چون تصور می‌کرد نیاز نیروی هوایی برای داشتن جنگنده‌ای با توان تهاجمی در ارتفاع پایین باعث می‌شود تا خصوصیات مد نظر نیروی دریایی تحت تأثیر قرار گیرد. اما وزیر دفاع وقت ایالات متحده رابرت مک‌نامارا معتقد بود داشتن هواپیمای سازمانی نظامی مشترک راه‌حل کم هزینه‌تری از طراحی جنگنده‌های جداگانه است. در آن زمان هواپیمای اف-۴ فانتوم ۲ هم که در نیروی دریایی و تفنگداران دریایی طراحی شده بود در نیروی هوایی ایالات متحده هم استفاده می‌شد؛ لذا طراحی این هواپیما به دست گرومن آغاز شد.

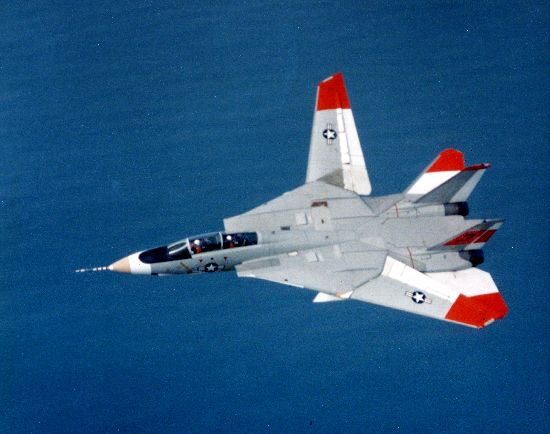

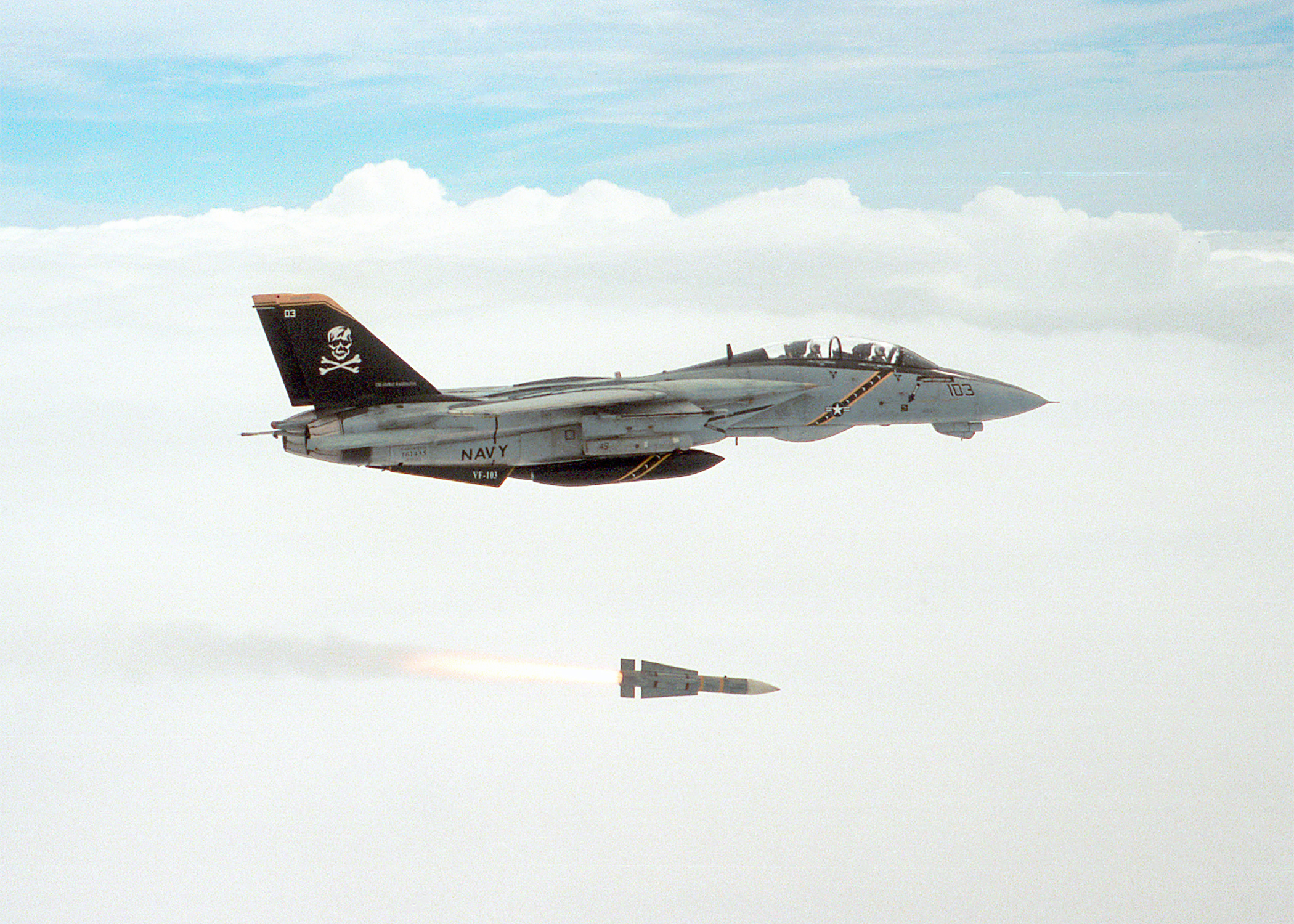
اف-۱۴ در حال شلیک موشک فینیکس

موفقیت گرومن در پروژهٔ اف-۱۴ در آن بود که توانست دوباره از موتورهای مشهور تی‌اف۳۰ که در هواپیمای اف-۱۱۱بی به‌کار رفته بود، در اف-۱۴ای استفاده کند. به دلیل برخی مشکلات این موتور اف-۱۴ در نیروی دریایی آمریکا که بعدها ایرادات آن رفع شد، موتور جدیدی با نام جنرال الکتریک اف۱۱۰ بر روی مدل‌های اف-۱۴بی و اف-۱۴دی نصب شد. نیروی هوایی نیز از موتور اف۴۰۱پی‌دابلیو-۴۰۰ که شرکت پرت اند ویتنی برای نیروی دریایی ساخته بود استفاده کرد و برای اف-۱۶ و اف-۱۵ سفارش داد. اگرچه اف-۱۴ از اف-۱۱۱بی سبک‌تر بود، ولی بزرگ‌ترین و سنگین‌ترین هواگرد ناوپایه بود که بر روی ناو نشست و برخاست می‌کرد. ابعاد بزرگ هواپیما به خاطر رادار بزرگ ای‌ان/ای‌دابلیوجی-۹، موشک ایم-۵۴ فینیکس، و یک باک داخلی بزرگ ۷۳۰۰ کیلویی از هواپیمای اف-۱۱۱بی بود.

### بهسازی‌ها و تغییرات
با گذشت زمان مدل‌های اولیه تمام موشک‌های این هواپیما با موشک‌های پیشرفته‌تر جایگزین شدند که تجهیزات الکترونیکی مستحکم‌تر که امکان اعتماد بهتر به عملکرد هواپیما را ممکن می‌کرد، سامانه بهتر ای‌سی‌سی‌ام، و فضای بیشتر برای موتور هواپیما را داشتند. در اولین جایگزینی‌ها موشک هوابه‌هوا با رادار فعال فینیکس، موشک هوابه‌هوای آشیانه‌یاب راداری نیمه‌فعال ایم-۷ اسپارو، و موشک هوابه‌هوای حرارت‌یاب ایم-۹ سایدوایندر در مدل‌های دههٔ ۱۹۸۰ اعمال شدند.
طرح سامانه اکتشافی تاکتیکی هوابرد یا (TARPS) در دهه ۱۹۷۰ برای اف-۱۴ تامکت انجام شد. سامانه اکتشافی (TARPS) در زیر بدنه اصلی استوانه‌ای هواپیما نصب می‌شد و رابط‌های مخصوص خود را هم با خود داشت. حدود ۶۵ اف-۱۴ مدل ای و تمام اف-۱۴های دی برای حمل این سامانه بهسازی شدند. این سامانه در وهله اول توسط آرآی‌او در صندلی عقب که یک نمایشگر پیچیده TARPS برای مشاهده آمار دریافتی اطلاعاتی را به همراه داشت، کنترل می‌شد. سامانه‌های اکتشافی تاکتیکی هوابرد در سال ۱۹۸۰ معرفی شدند. در سال ۱۹۹۶ سامانه‌های TARPS با دوربین‌های دیجیتالی (TARPS-DI) بهسازی شدند. دوربین‌های دیجیتالی یکبار دیگر هم در اوایل سال ۱۹۹۸ بهسازی شدند که سامانه را هم با خود داشتند.
در سال ۱۹۸۷ برخی از اف-۱۴های مدل ای با موتور جنرال الکتریک اف۱۱۰ بهسازی شدند. این تامکت‌ها تامکت‌های دوباره طراحی شدهٔ اف-۱۴ ای+ بودند که بعدها در سال ۱۹۹۱ به اف-۱۴ بی تغییر یافتند. هواپیماهای مدل دی هم در همین دوره گسترش یافتند که موتورهای جنرال الکتریک اف۱۱۰ را با تجهیزات دیجیتالی هوانوردی جدیدتر مانند کابین خلبان شیشه‌ای با خود داشته باشد

## طراحی
به دلیل هزینهٔ بالای طراحی این سوپر جنگنده در آن زمان، شرکت گرومن مجبور شد پروژه طراحی تام‌کت را به‌طور مشترک با نیروی دریای آمریکا ادامه دهد.

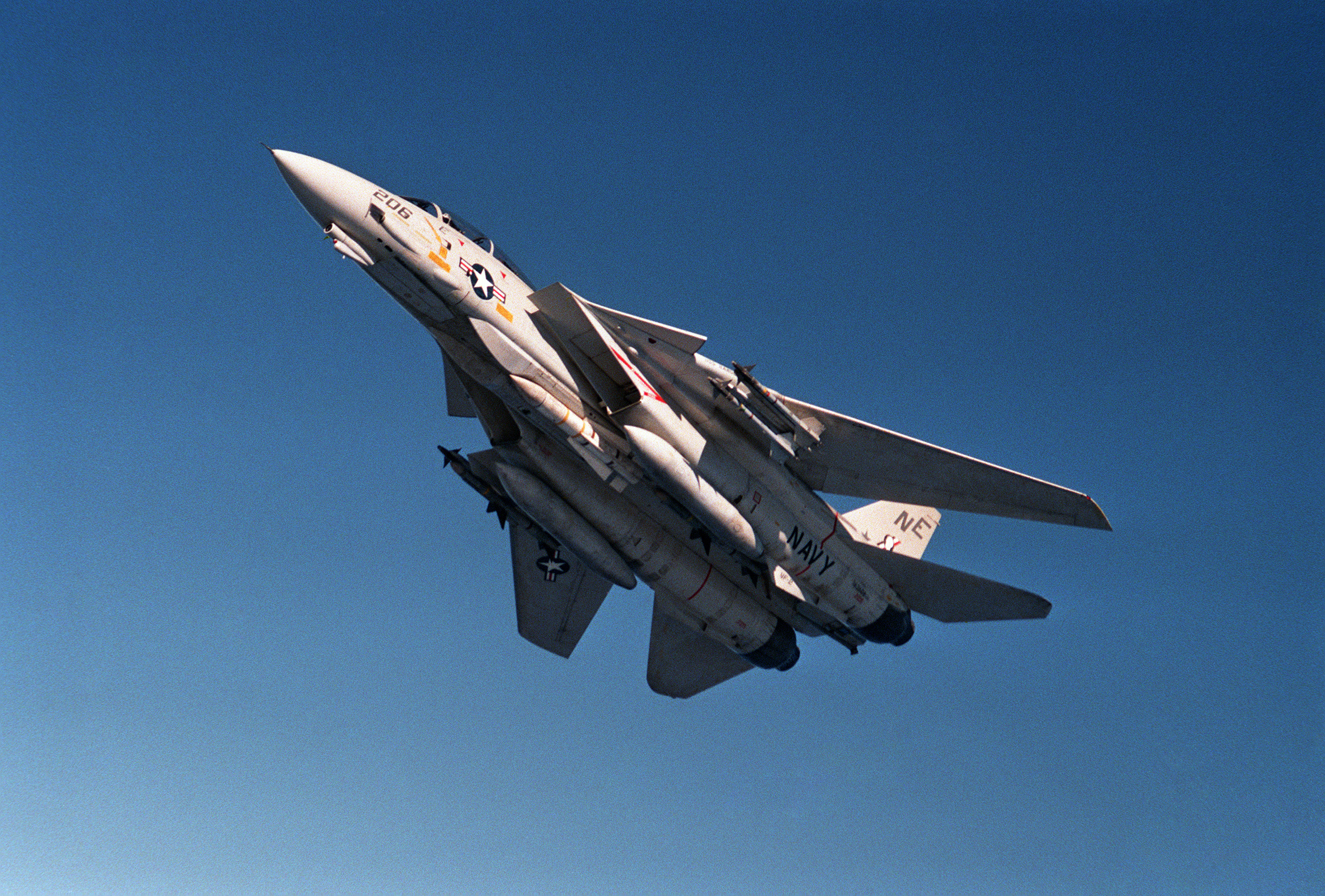

### بدنه هواپیما و بال‌ها

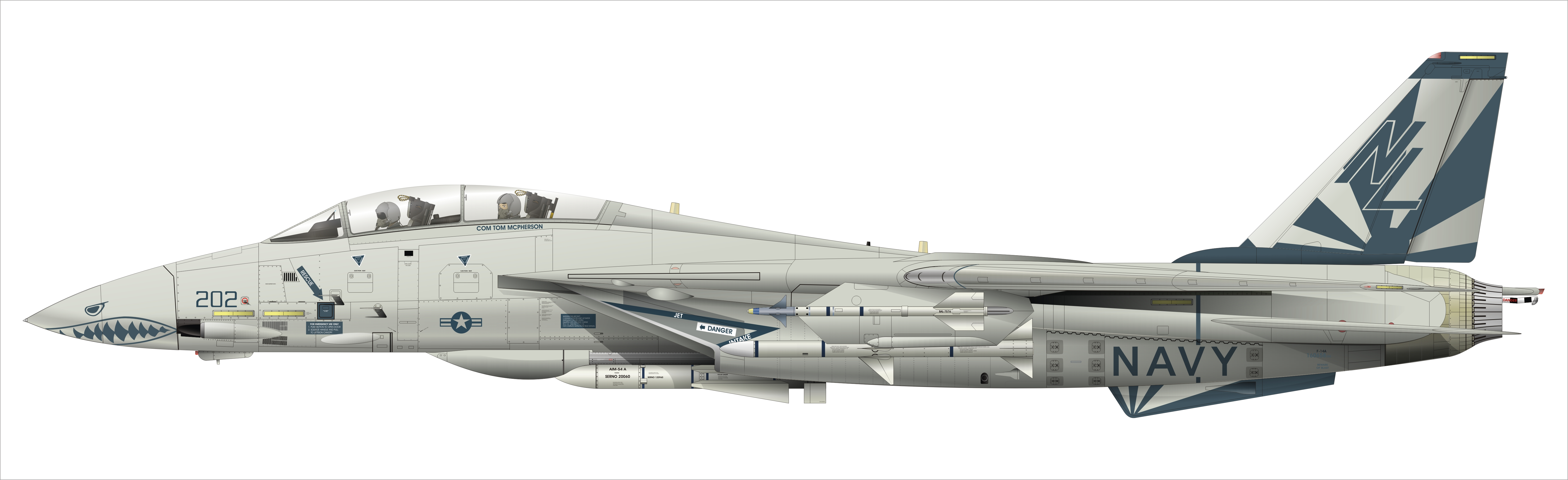
اف-۱۴ای اسکادران ۱۱۱ نیروی دریایی ایالات متحده (از ناو یواس‌اس کارل وینسون)

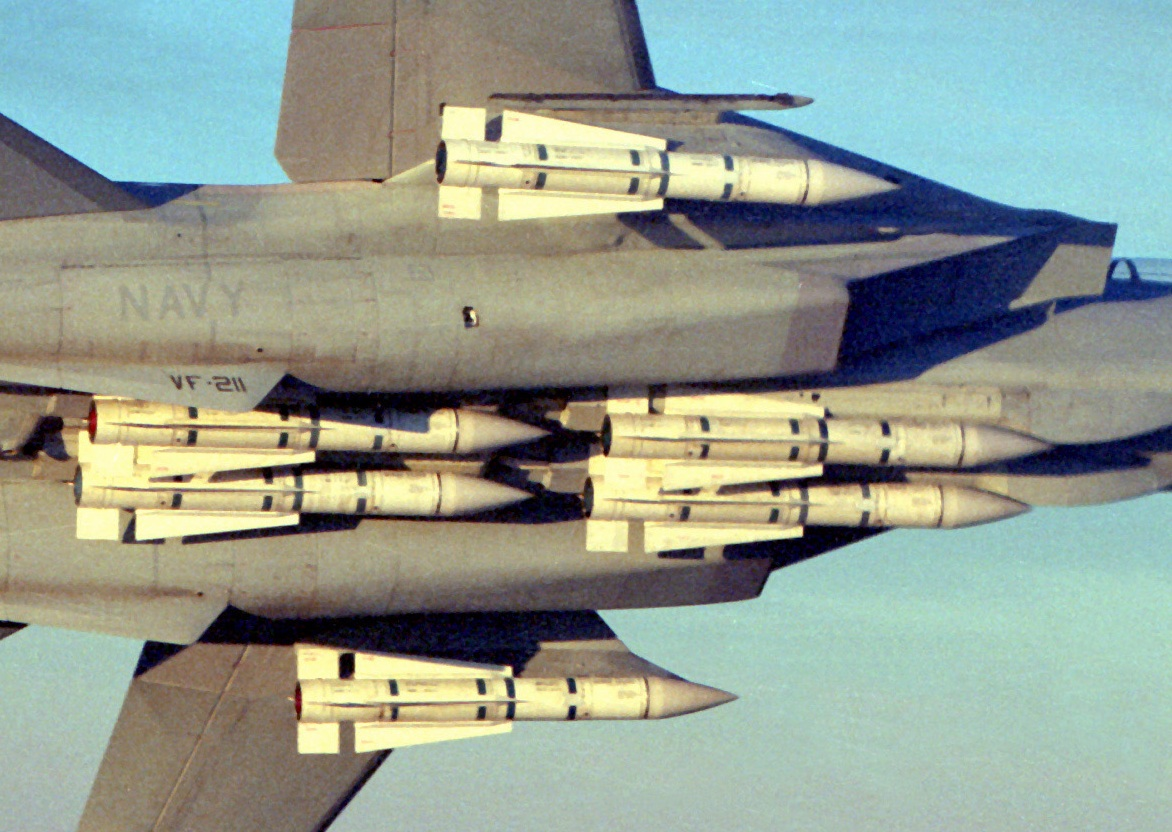
F-14B from the VF-211 Fighting Checkmates carrying six AIM-54 Phoenix missiles.

### موتورها و ارابهٔ فرود
موتوری متوسط با مصرف سوخت بالا دارد

### تجهیزات هوانوردی و پرواز
اتاقک خلبان اف-۱۴ تامکت دو جایگاه سرنشین در طول هم دارد. خلبان و افسر مسئول رادار رهگیری (آرآی‌او) روی صندلی پرتاب به بیرون مارتین-بیکر جی‌آریو-۷ای که با راکت حرکت می‌کند و از سطح زمین و با سرعت صفر ۴۵۰ گره به بالا پرتاب می‌شود، می‌نشینند. آن‌ها در آسمانه هواپیما مجهز به ۴ آینه، دید ۳۶۰ درجه به بیرون دارند که یکی از این آسمانه‌ها برای افسر مسئول رادار رهگیری و دیگری برای خلبان است. آسمانه اف-۱۴ آسمانه سنتی است که دارای سه قسمت است. اما ساختار کلی آن بزرگ است و دید خوبی را از آن می‌توان داشت. خدمه هواپیما از کنترل گرها و دستگاه قدیمی و کلاسیک این هواپیما که ساختار چند گونه آنالوگ و دیجیتالی دارند، استفاده می‌کنند. کنترل هواپیما فقط به عهده خلبان است. تا کنون هیچ گونه سامانه کنترل دو نفری برای اف-۱۴ ساخته نشده است. کنترل‌گرهای اصلی اف-۱۴ یک نمایشگر جلو-سری است که توسط شرکت کایزر ساخته شده است و دو نمایشگر وی‌اس‌آی و اچ‌اس‌آی هستند که اطلاعات مربوط به سرعت، جستجو، و سایر اطلاعات را می‌دهند. اف-۱۴ای و اف-۱۴بی مثل هواپیماهای اف-۱۶ و اف-۱۸ نمایشگر چندکاره ندارند.
اف-۱۴ تامکت دماغه بزرگی دارد و این به خاطر آن است که هواپیما نه تنها دو سرنشین دارد، بلکه تعداد زیادی از سامانه‌های هوانوردی را هم دارد. ای‌سی‌ام (ECM) و قسمت جستجوگر خیلی فراگیر و بزرگ هستند. قسمت اصلی رادار هاگز ای‌دابلوجی-۹ ایکس-باند است که در مدل‌های ابتدایی سامانه دیجیتالی ۵۴۰۰ بایتی سبکی با حافظه دسترسی تصادفی ۳۲ کیلوبایتی را به همراه داشت. دیش آنتن، دیش عریض ۹۱ سانتیمتری مسطح است که ۱۰ کیلووات برق مصرف می‌کند و آنتن‌های پیچیده آی‌اف‌اف (IFF) دارد. چندین دستگاه جستجوگر و ردگیری دیگر نظیر ردگیری به هنگام جستجو، حرکت دادن به هنگام جستجو، تعقیب تک هدف پالس دوپلر (PDSTT)، و دستگاه تعقیب (JAT) نیز وجود دارند.

### قدرت راداری
این هواپیما قادر است ۲۴ هدف هوایی را به‌طور هم‌زمان رهگیری نموده و در آن واحد به سمت ۶ هدف در حالت ردگیری به هنگام جستجو تا حدود ۱۰۰ کیلومتر موشک شلیک کند. در حالت فقط-پالس (STT) برد حدود ۱۵۰ کیلومتر است. حداکثر برد جستجوگری فراتر از ۱۹۰ کیلومتر است، که حتی روی جنگنده‌ای دیگر در ۱۲۰ الی ۱۴۰ کیلومتری هم می‌توان قفل راداری انجام داد. موشک‌های کروز هم می‌توانند هدف این هواپیما با رادار ای‌دابلیوجی-۹ قرار بگیرند. چون این رادار در حالت دوپلر-پالس روی اهداف کوچک در ارتفاعات پائین هم قفل می‌کند و آن‌ها را تعقیب می‌کند. دیش آنتن رادار در دماغه هواپیما قرار گرفته است و بیشتر سامانه‌های هوانوردی رادار درست در قسمت پشت دماغه نزدیک جایگاه خلبان جاسازی شده‌اند. سامانه‌های هوانوردی دیگر نیز (نظیر آی‌اف‌اف، رادیوهای برقراری ارتباط، ابزارهای جهت‌یاب و غیره) در نزدیکی جایگاه افسر رادار رهگیری قرار گرفته‌اند و بیشتر باسامانه‌های نمایشگر رادار ای‌ان‌دابلیوجی-۹ ترکیب شده‌اند.
هواپیماهای تام‌کت همچنین سامانه سیگنال‌های الکترونیکی مقابله، سامانه‌های اخطار گر رادار(RWR)، پخش‌کننده‌های خاشه/شعله در قسمت دم هواپیما، هماهنگ‌کننده آمار بین جنگنده‌ها، و سامانه دقیق ناوبری اینرسی نیز دارند. هماهنگی‌های اولیه در کامپیوتر ناوبری برنامه‌ریزی می‌شود و یک گردش نما در سیستم تمام حرکات هواپیما را زیر نظر دارد. این حرکات هواپیما به کامپیوتر ناوبری فرستاده می‌شود، و فاصله و جهت جت از اولین جای حرکتش محاسبه می‌گردد.
این قابلیت در کنار موشک بسیار قوی و دقیق ایم-۵۴ فینیکس، اف-۱۴ ای را به نوعی منحصربه‌فرد نموده است به‌طوری‌که در آمریکا به نام Top Gun یا سلاح برتر شناخته می‌شود.
موشک فینیکس در کنار رادار AWG-9 (آگ ناین) توانمندی فوق‌العاده در رهگیری و هدف قرار دادن اهداف هوایی برای اف-۱۴ ایجاد کرده است.
اف-۱۴ تامکت از یک سامانه به‌نام دیتالینک بهره می‌برد که می‌تواند با استفاده از آن با رادار هواپیمای آواکس لینک شده و تمام اطلاعاتی که رادار آواکس از منطقه جمع کرده است بر روی صفحهٔ اسکوپ رادار خود داشته باشد و با دیتالینک اف-۱۴ از تمام اطلاعات منطقه حتی قسمت‌هایی که پشت سر هواپیما هست، آگاه شود.

## تاریخچه

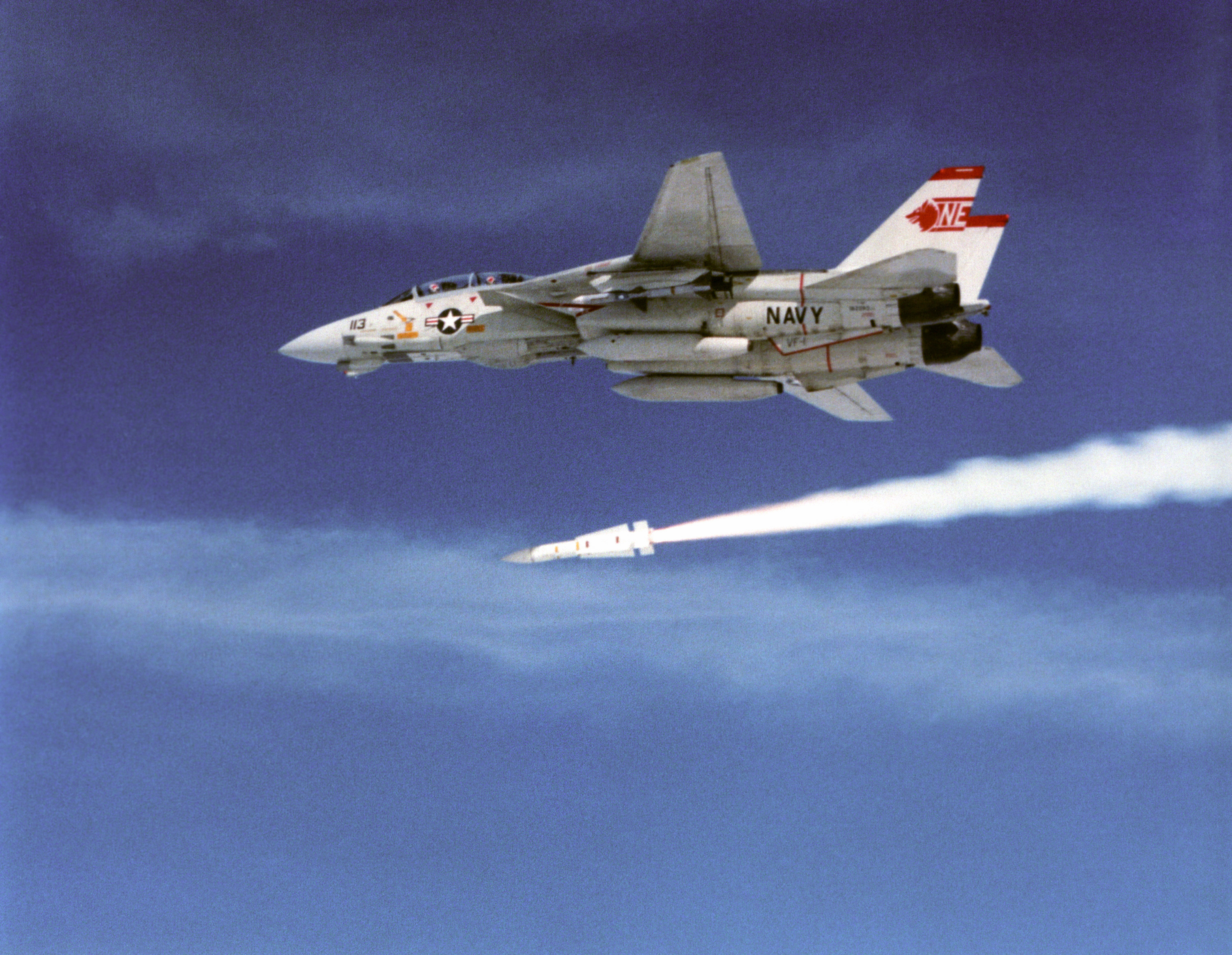
درحال پرتاب موشک فینیکس تامکت‌های آمریکایی عمدتاً از موشک فینیکس و ایم-۷ اسپارو استفاده می‌کردند.

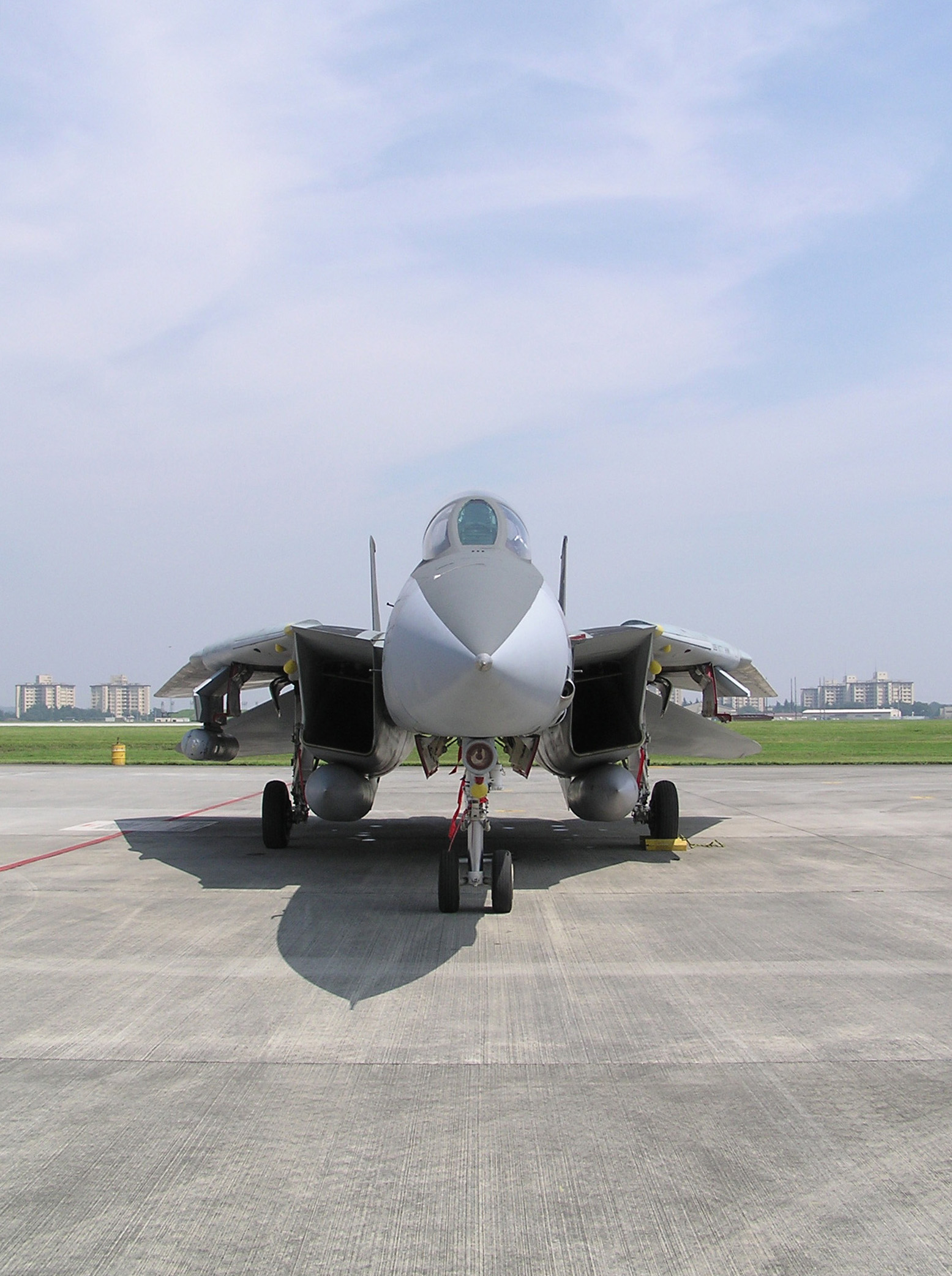
نمای جلوی اف-۱۴

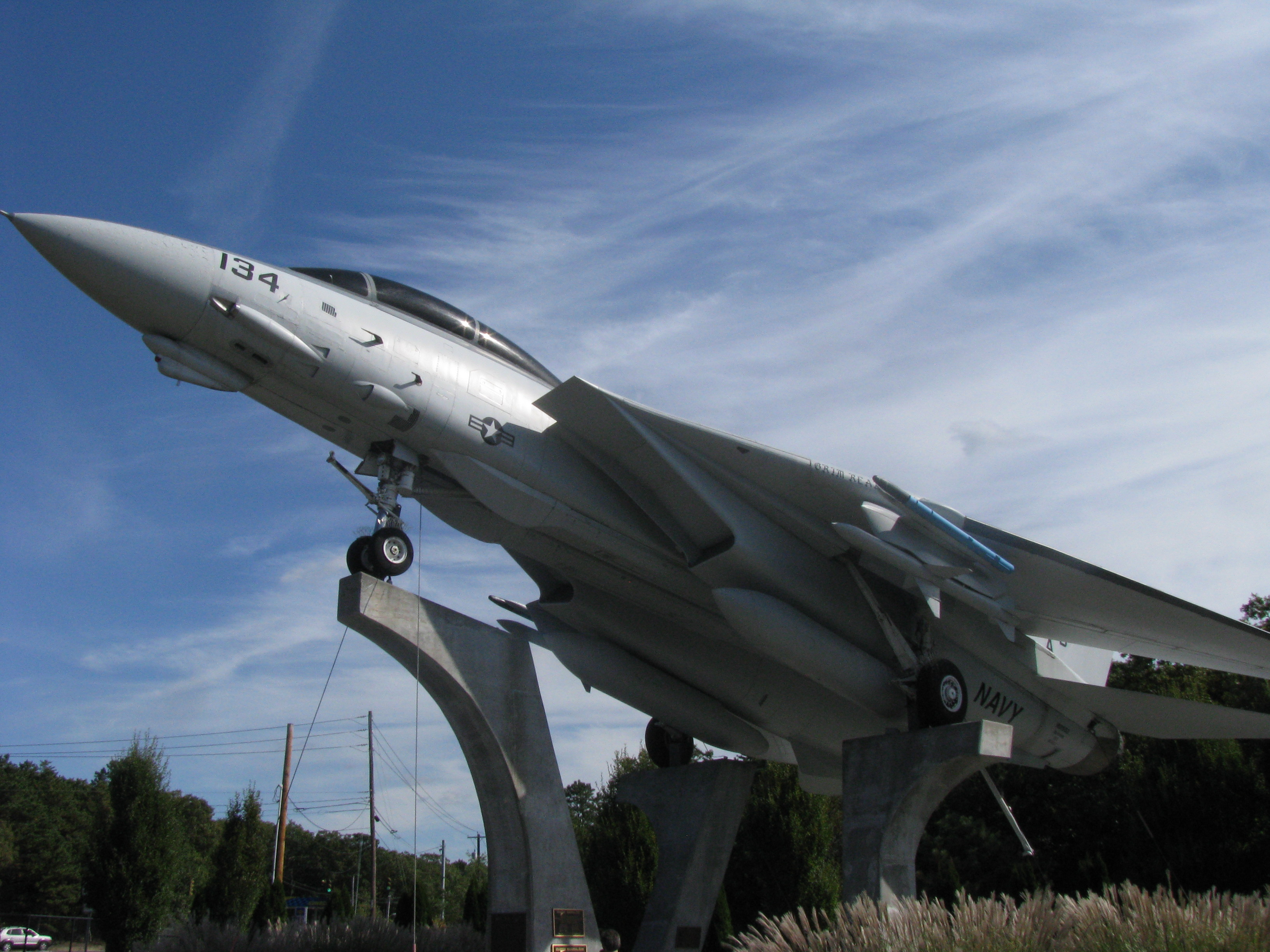
پارک یادبود تامکت در آمریکا

### در آمریکا
استفاده از این هواپیما در نیروی دریایی ایالات متحده آمریکا از سال ۱۹۷۴ به عنوان هواپیمای اصلی جنگنده برتری هوایی، هواپیمای رهگیر مدافع ناوگان، و هواپیمای شناسایی تاکتیکی نیروی دریایی آغاز شد. از دهه ۱۹۹۰ قابلیت ناوبری کم‌ارتفاع و هدف‌گیری مادون قرمز برای عملیات‌های شبانه به آن افزوده شد و مأموریت‌های تهاجمی هوا به زمین دقیقی ر ا به انجام رساند. جنگنده اف ۱۴ تامکت در ۲۲ سپتامبر ۲۰۰۶ و در فرودگاه نیروی هوایی اوشنا به‌طور رسمی در آمریکا بازنشسته شد. و با جنگنده اف/ای-۱۸ئی/اف سوپر هورنت جایگزین شد. آمریکا در سال ۲۰۰۷ اعلام کرد که قطعات ذخیره و یدک این جنگنده را به‌علت این‌که ممکن است سر از ایران در بیاورند نخواهند فروخت. همچنین پنتاگون اعلام کرد با نابود کردن اف-۱۴های قدیمی مانع از دسترسی احتمالی ایران به آن‌ها خواهد شد.

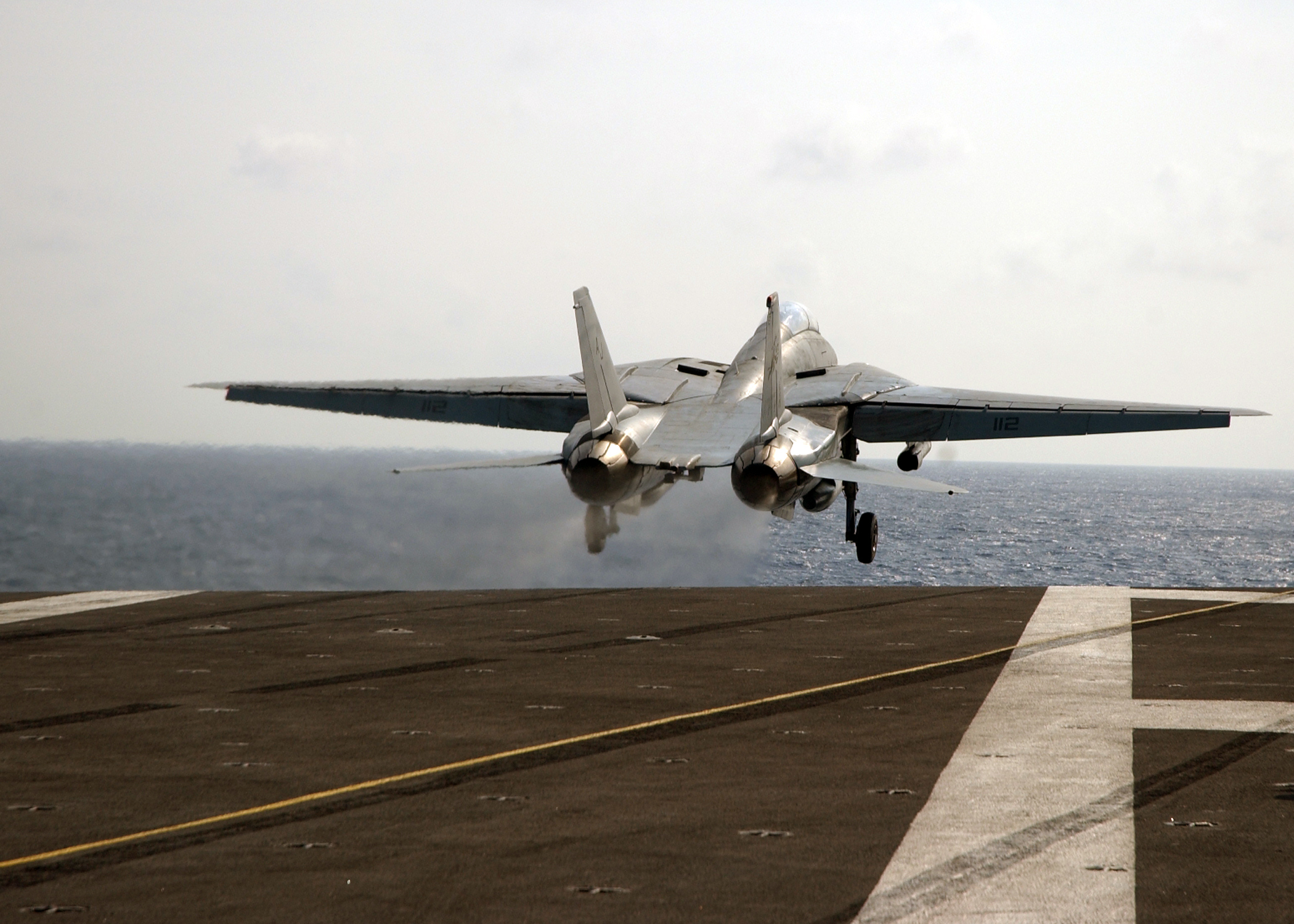
بلند شدن از ناو یواس‌اس تئودور روزولت در سال ۲۰۰۶
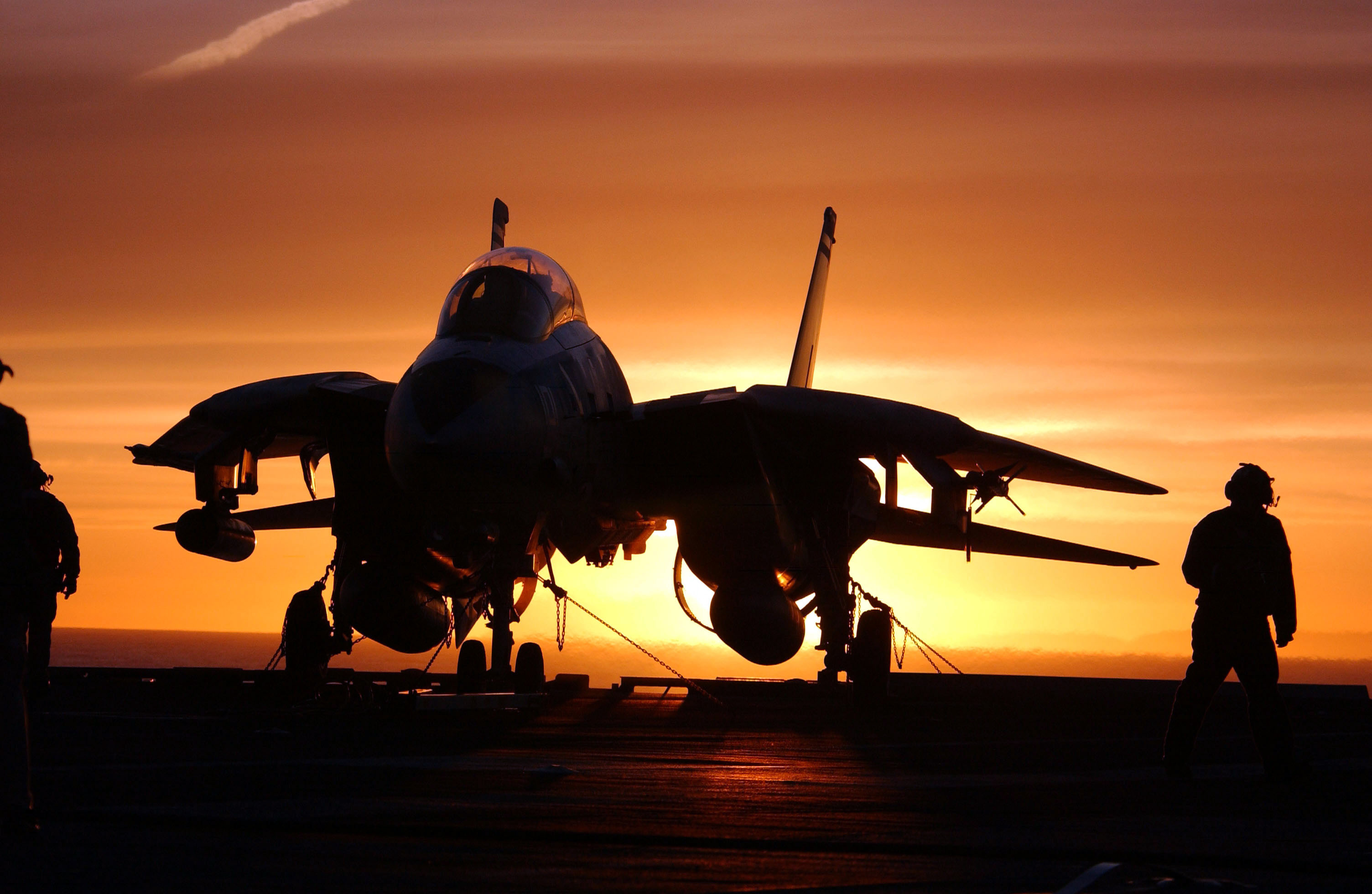
بر روی عرشهٔ ناو آمریکایی یواس‌اس جان سی. استنیس در سال ۲۰۰۴ میلادی
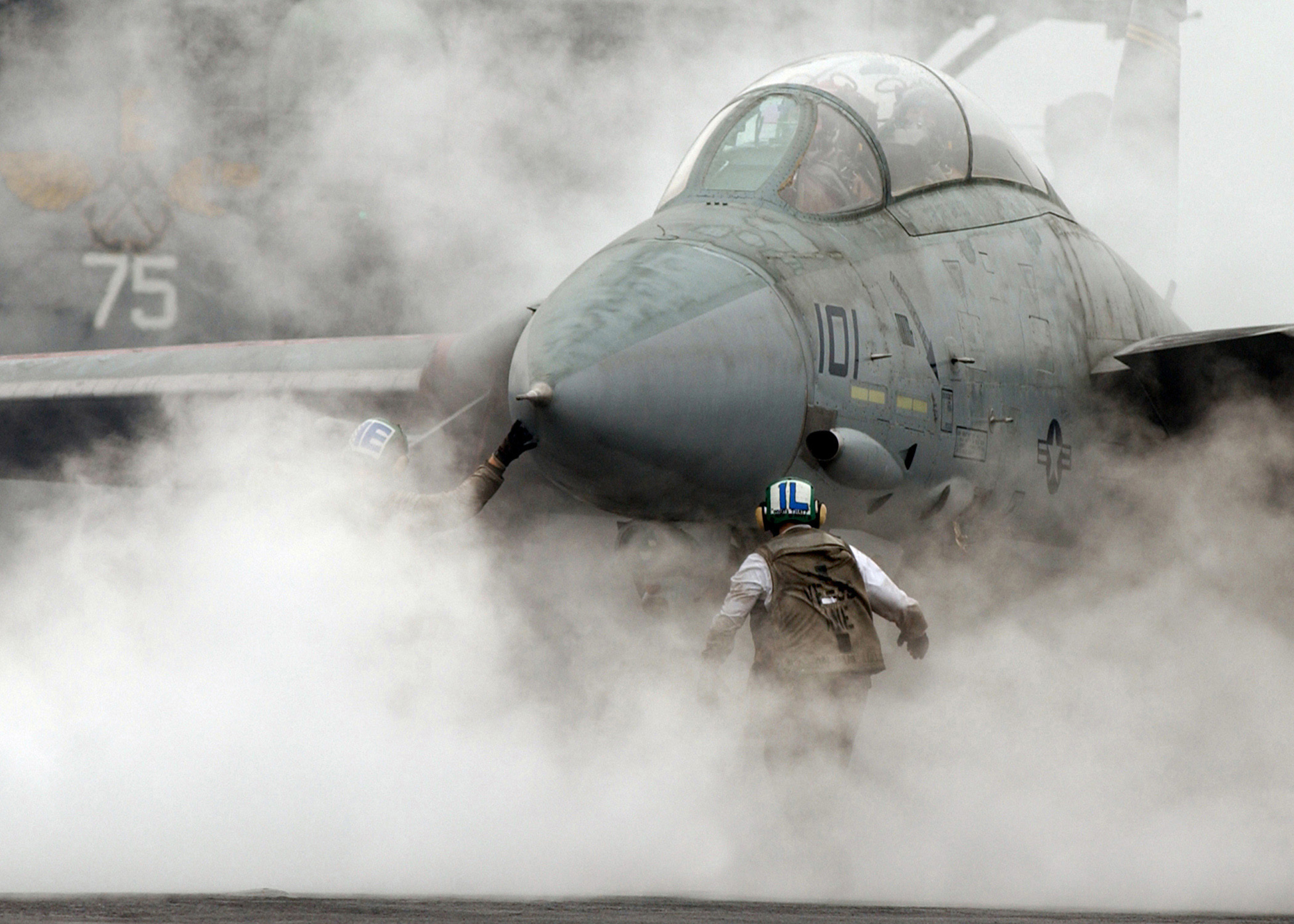
اف-۱۴ بر روی عرشهٔ یواس‌اس هری اس. ترومن
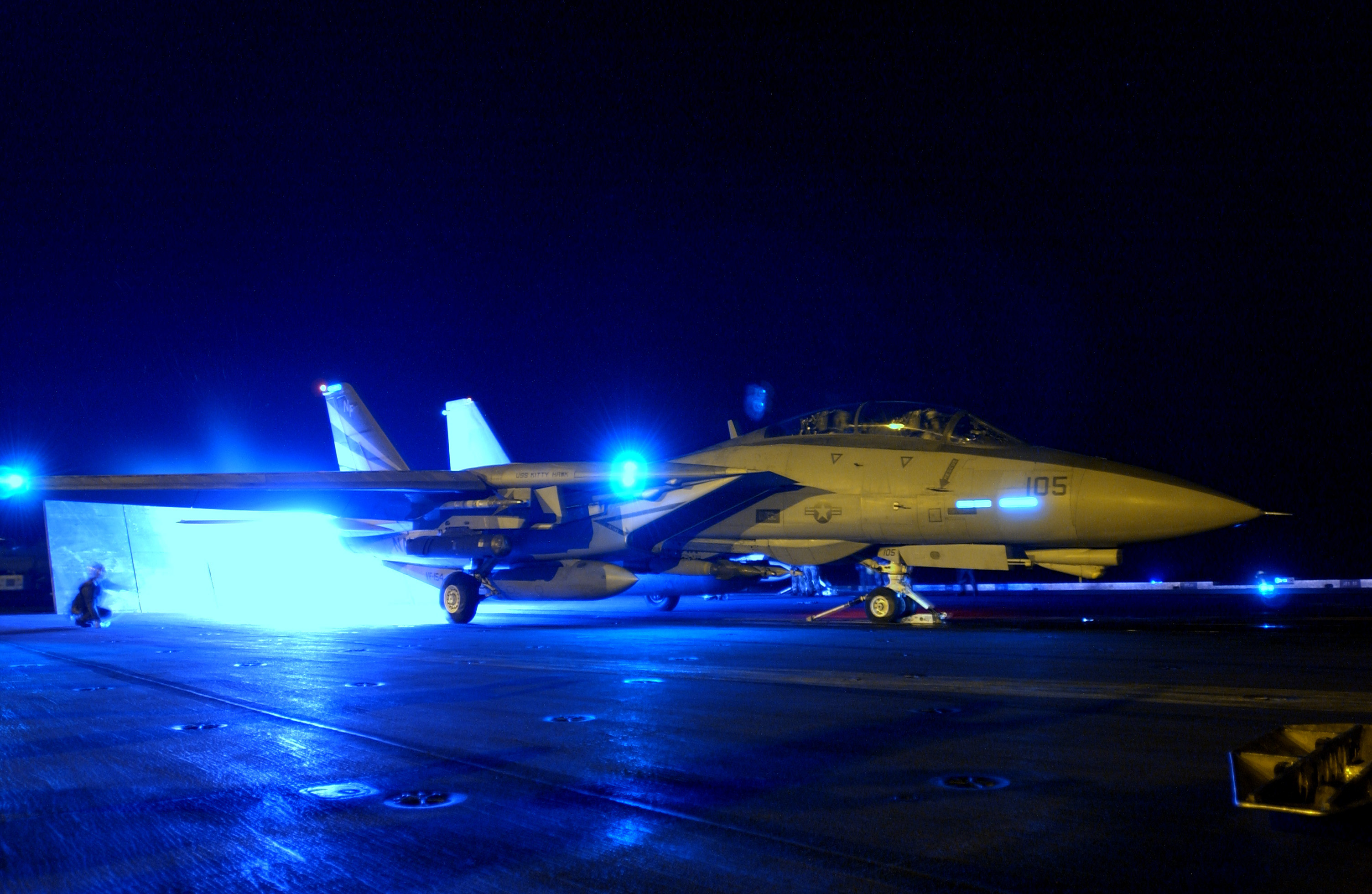
اف-۱۴ در حال آغاز انجام عملیات شبانه از روی ناو یواس‌اس کیتی هاک (سی‌وی-۶۳)
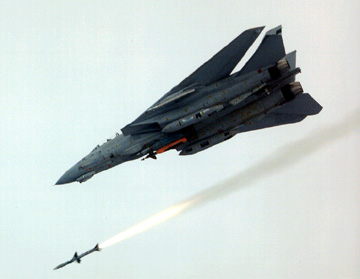
اف-۱۴آمریکایی یک موشک ایم-۷ اسپارو را شلیک می‌کند
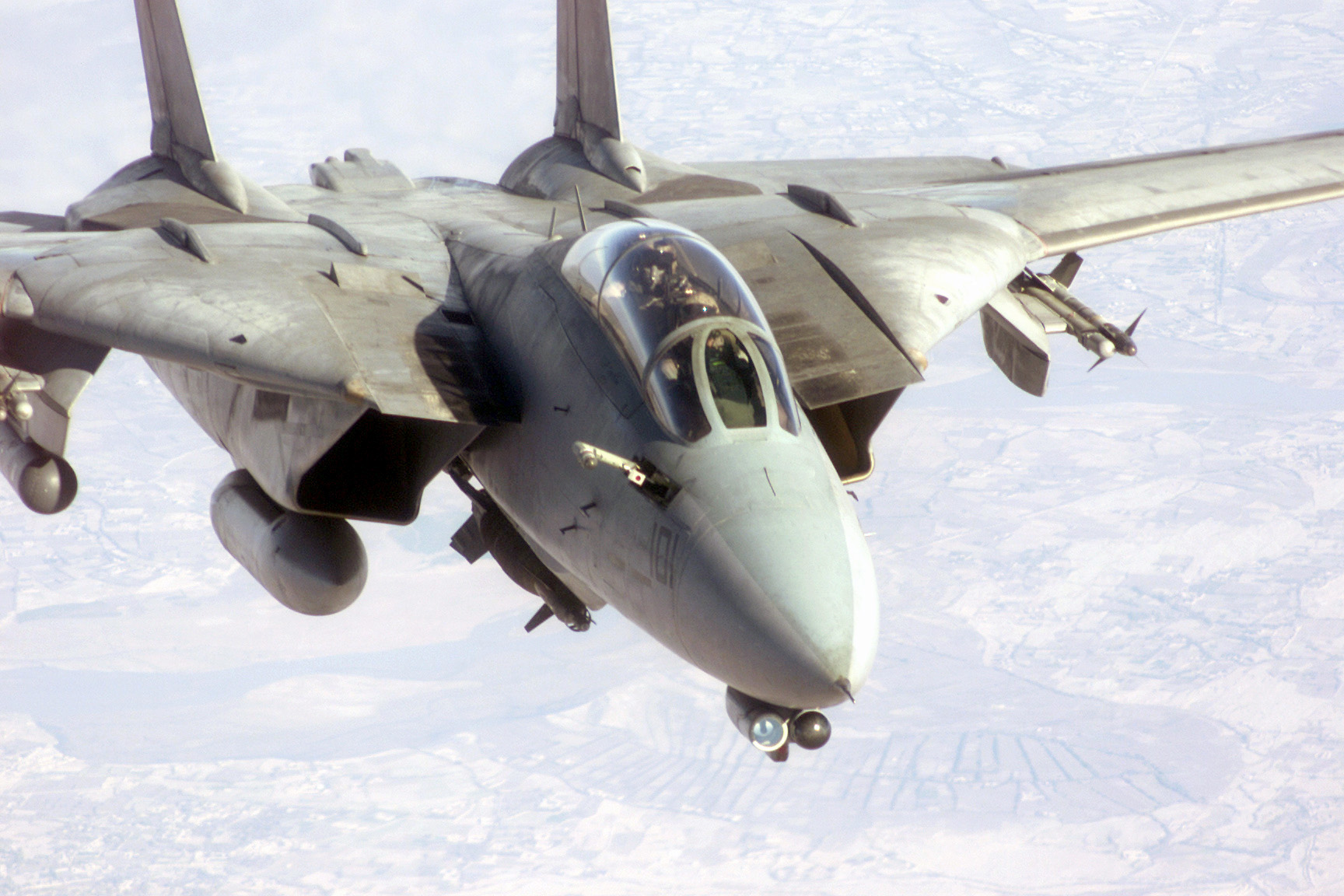
تامکت آمریکایی، آماده برای سوخت‌گیری هوایی

### در ایران

#### پیش‌زمینهٔ خرید هواپیمای اف-۱۴ از سوی ایران

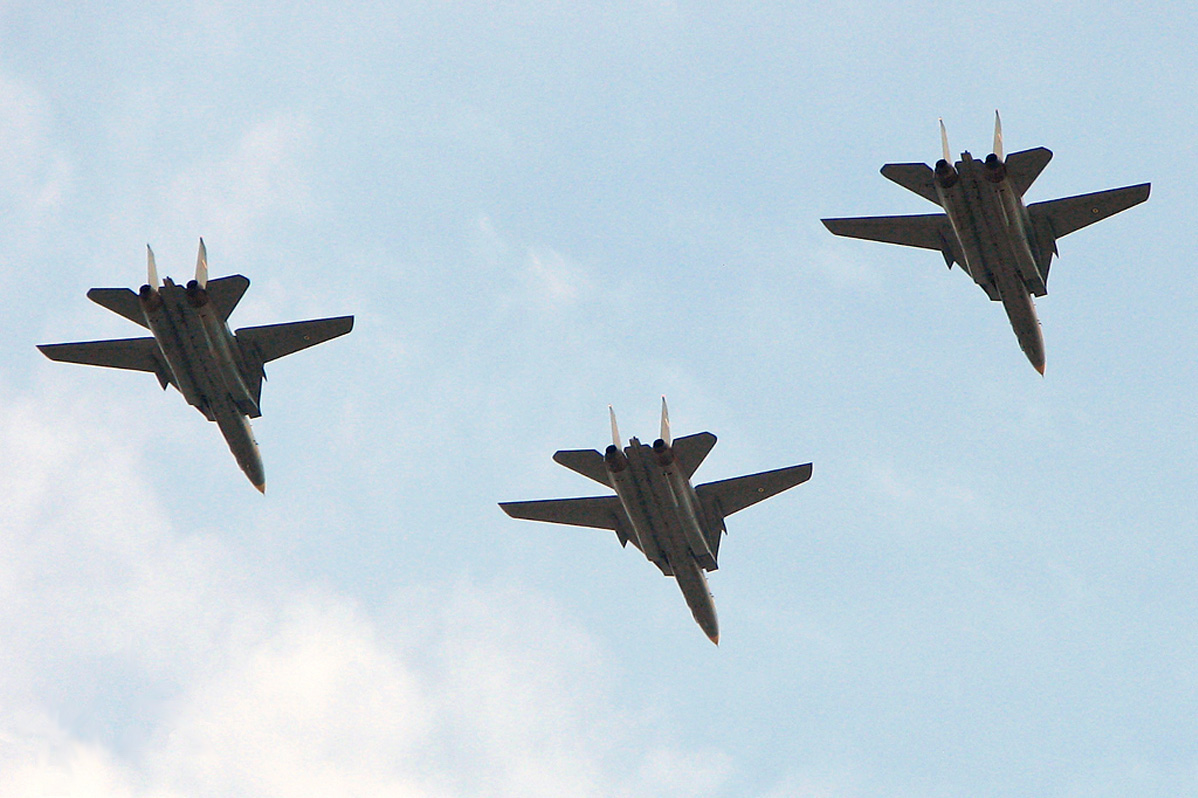
آرایش سه تامکت ایران در سال ۲۰۰۸

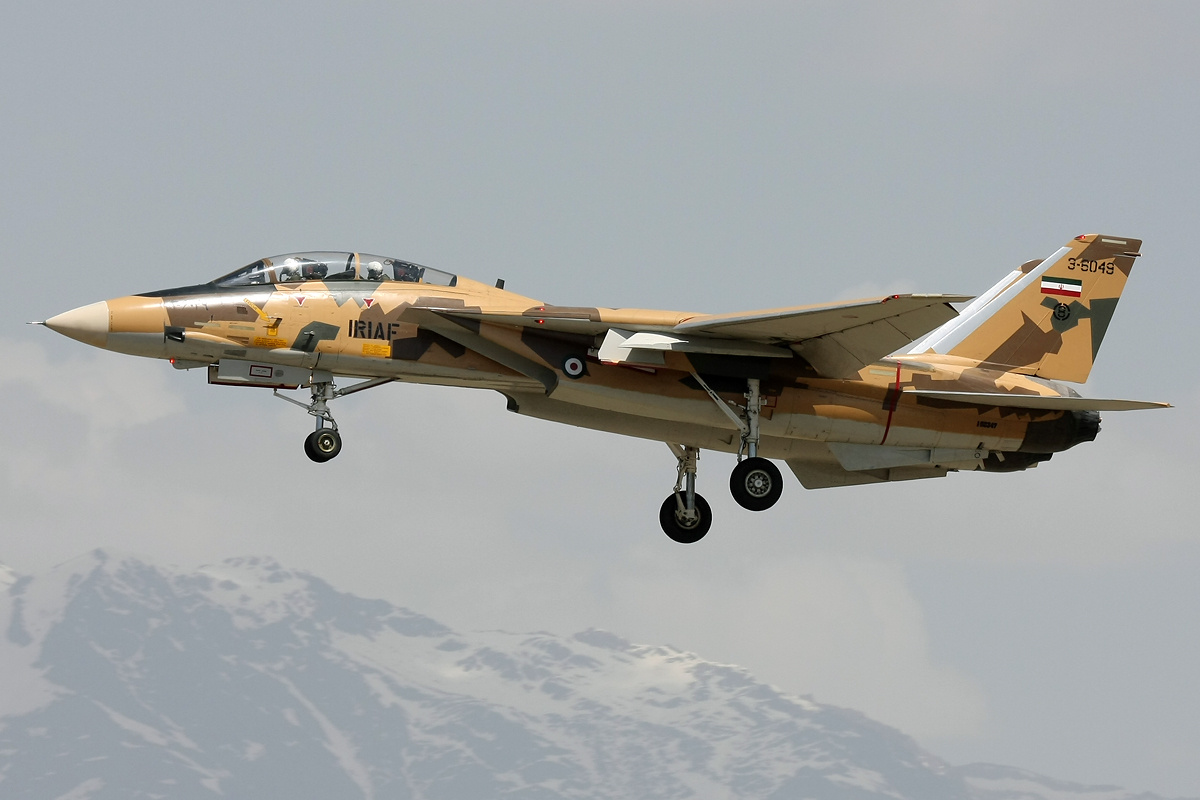
اف-۱۴ تامکت ایرانی به‌هنگام فرود در فرودگاه مهرآباد

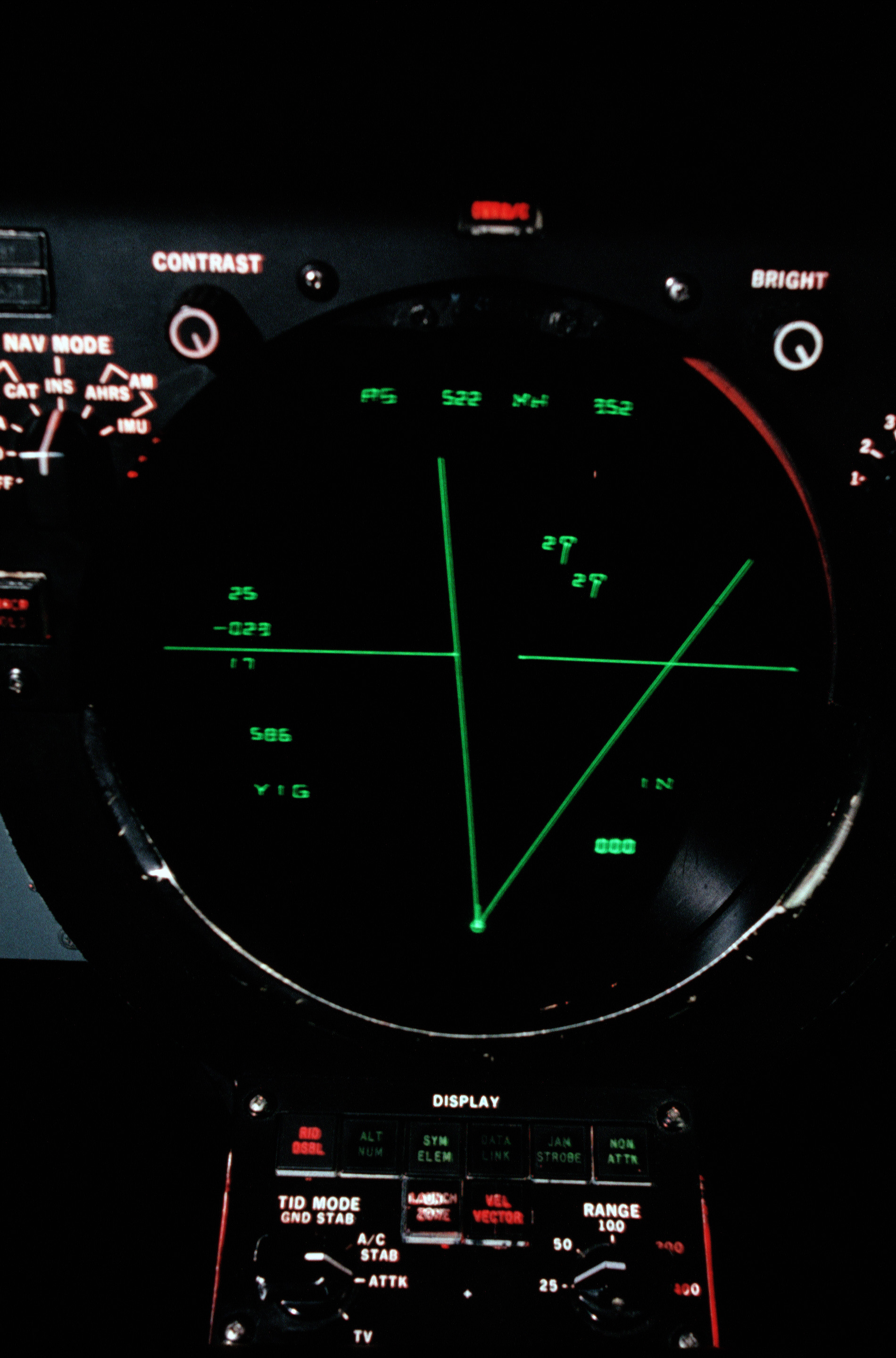
نمایشگر رادار اف-۱۴ سری A

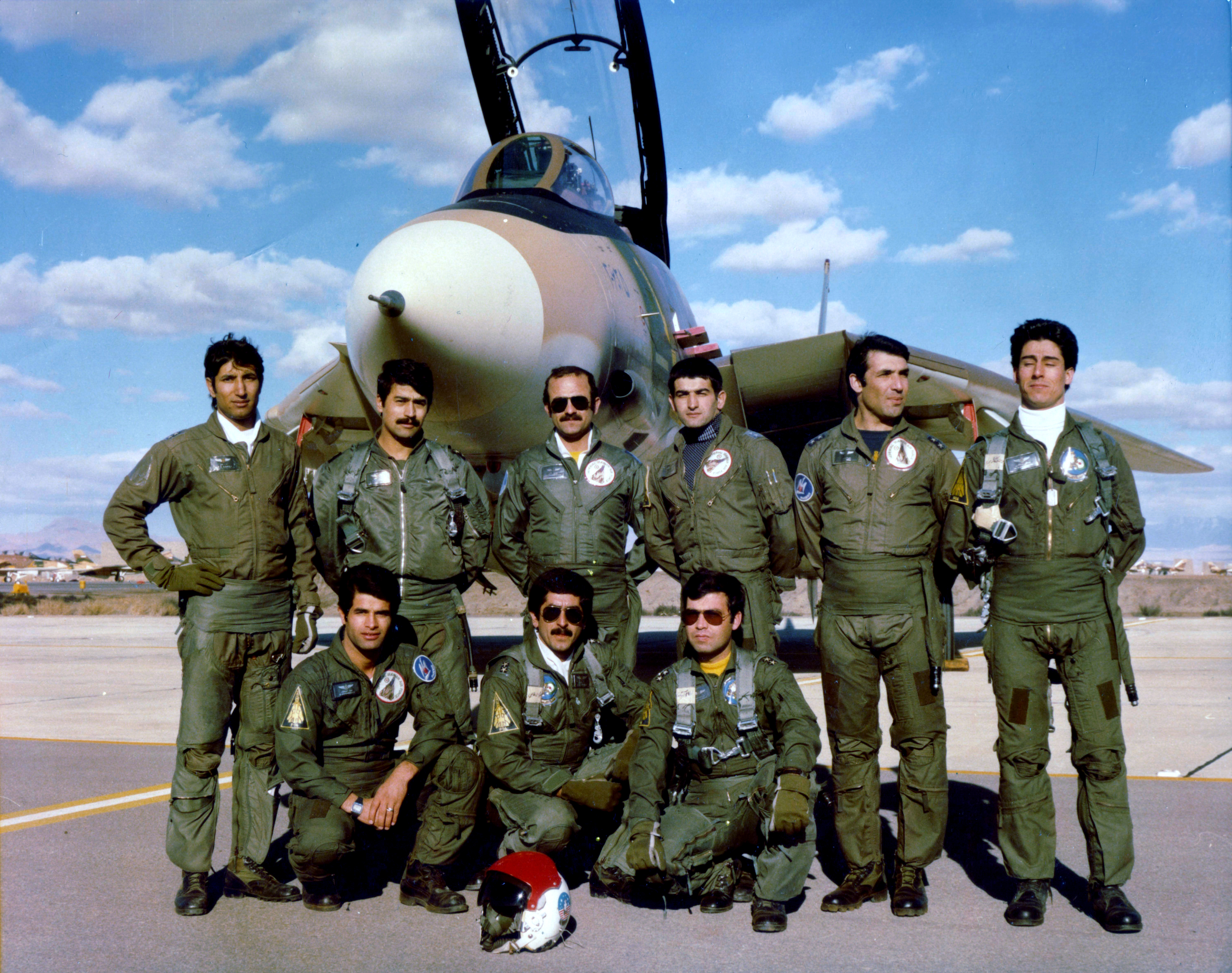
ایستاده از چپ: اسدالله عادلی - جلیل زندی - غلام هاشم‌پور - عباس بابایی - ایرج سیروس - محمد رستم‌پور. نشسته از چپ: صدیقیان - احمد مرادی طالمی - غلامرضا نظام‌آبادی

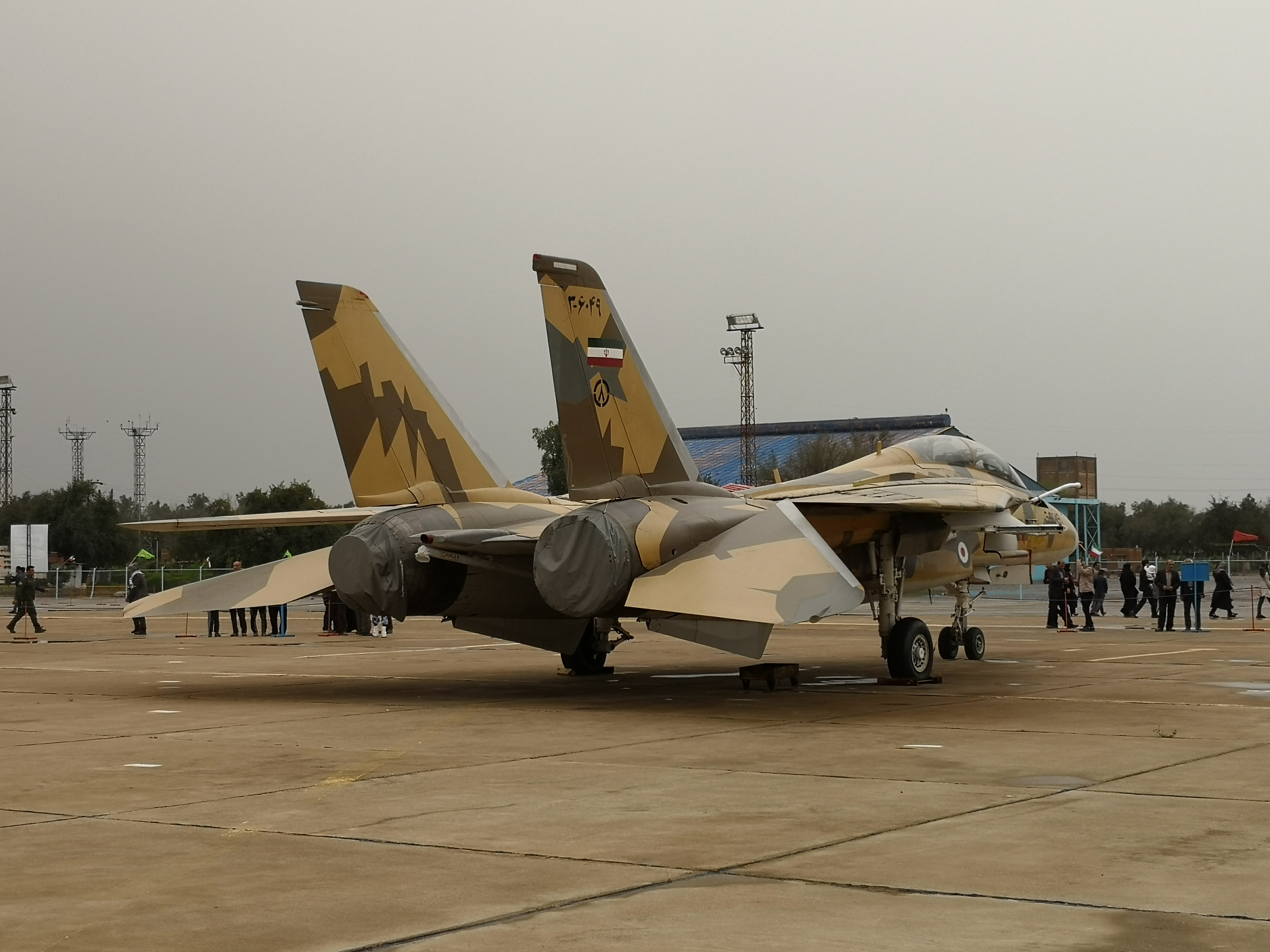
یک تامکت اف-۱۴ سری A در پایگاه چهارم شکاری دزفول

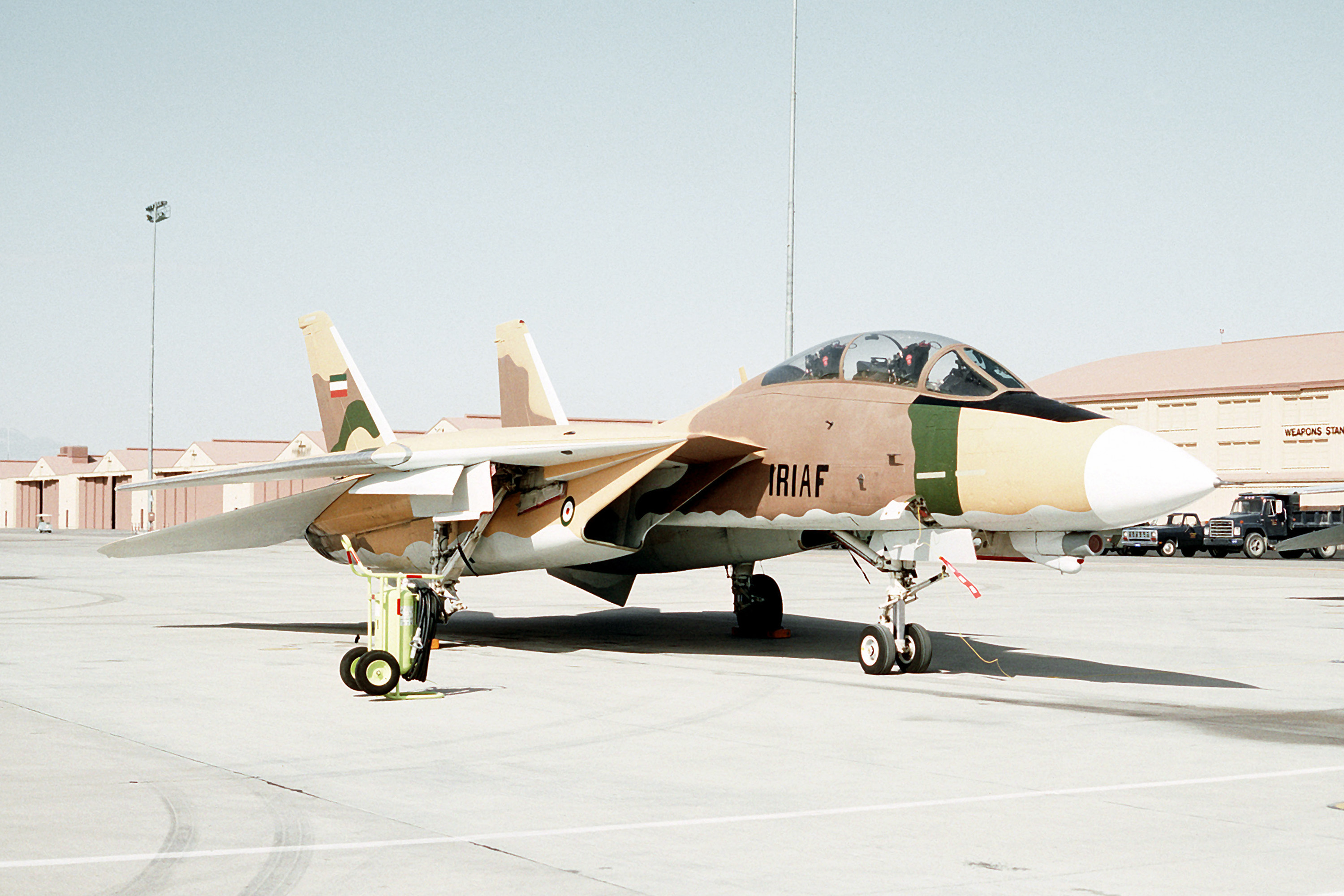
اف-۱۴ با استتار مشابه اف14 ایرانی برای اموزش خلبانان آمریکایی در جریان جنگ نفتکش ها

بسیاری از ناظران غربی ناتوانی ایران در جلوگیری از تجاوز میگ-۲۵‌های شوروی به خاک ایران را عامل اصلی خرید هواپیمای اف-۱۴ تامکت می‌دانند؛ ولی واقعیت اندکی متفاوت است. از اواخر دههٔ ۱۹۵۰ میلادی نیروی هوایی شاهنشاهی ایران با همکاری نیروی هوایی آمریکا پروازهای فوق محرمانه‌ای را بر فراز خاک شوروی انجام می‌دهد. در آغاز هواپیماهای سبک (حتی ترابری) برای این منظور به کار می‌رفت و چند فروند آن‌ها به وسیلهٔ جنگنده‌های شوروی سرنگون شدند. پس از تحویل نخستین سفارش اف-۴ فانتوم۲ که نوع شناسایی هم جزء سفارش‌ها بود، این عملیات تشدید شد.

شوروی‌ها نگران قدرت تسلیحاتی ایران بودند و مأموریت‌های شناسایی خود را بر روی ایران انجام می‌دادند. هواپیماهای رهگیر نیروی هوایی شاهنشاهی به ویژه هواپیماهای اف-۴ فانتوم ۲ بارها سعی کردند تا میگ-۲۵هایی که وارد خاک ایران می‌شدند را رهگیری کنند ولی موفق نمی‌شدند. شاه علاقه‌ای به رویارویی مستقیم با شوروی نداشت و هنگامی که تجاوز مرزی از سوی هر دو طرف شدت گرفت شاه پیشنهاد داد که اگر شوروی‌ها تجاوز هوایی خود را متوقف کنند نیروی هوایی ایران و آمریکا نیز ورود به حریم هوایی شوروی را متوقف سازند. این پیشنهاد بارها و بارها تکرار شد و هر بار رد شد؛ بنابراین شاه به نیروی هوایی دستور داد که در ازاء هر تجاوز هوایی فاکسبت‌های شوروی دو یا چند مأموریت بر فراز خاک شوروی به عنوان مقابله به مثل انجام شود، ولی برای این منظور سلاحی نیرومندتر از اف-۴ فانتوم ۲ ایران مورد نیاز بود تا جلوی تجاوز شوروی‌ها را بگیرد. در خلال این کشمکش‌ها، محمدرضا شاه در راستای برنامه‌های توسعهٔ نظامی ایران در دههٔ ۱۹۷۰ میلادی و همچنین همکاری با ایالات متحده، به دنبال هواپیمای رهگیری بود که توانایی مقابلهٔ با تهدیدهای پیش‌بینی شده را تا بیست سال آینده داشته باشد. هواپیمایی که بتواند پهنهٔ گسترده‌ای از آسمان ایران را با سنسورها و سلاح‌های نیرومند پوشش دهد و دارای توانایی رزمی بالایی باشد و همچنین هواپیمایی باشد که برای سیطره بر خلیج فارس و حتی اقیانوس هند نیز کارایی داشته باشد.

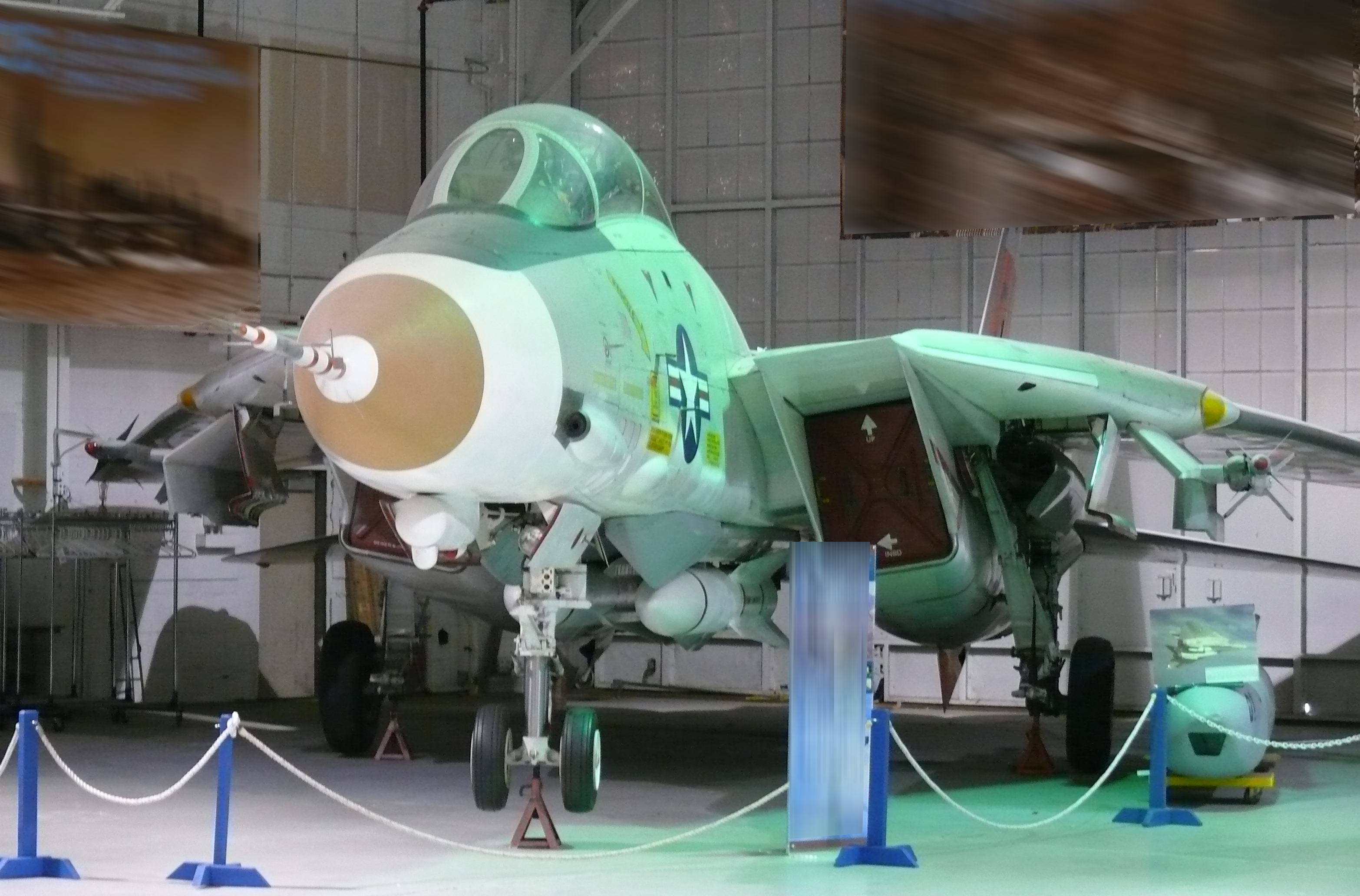
نمای جلو

در تابستان ۱۹۷۲ نامه‌ای از سوی محمدرضا پهلوی شاه وقت به پنتاگون فرستاده شد. در این نامه قصد شاه در بازدید از ایالات متحده آمریکا، گفتگو دربارهٔ هواپیمای رهگیری بود که قرار بود در نیروی دریایی ایالات متحده آمریکا به خدمت گرفته شود. در این نامه برنامه‌ریزی او برای تماشای نمایش هوایی این نوع جنگنده‌ها به قصد الگوگیری برای شاخهٔ مورد علاقه‌اش در نیروهای مسلح یعنی نیروی هوایی قید شده بود. علاقهٔ اصلی شاه به هواپیمای اف-چهارده بود. این ملاقات آغاز یک معاملهٔ مناقشه‌برانگیز بود که منجر به استقرار مدرن‌ترین هواپیمای جنگنده‌ای می‌شد که آمریکا به یکی از متحدانش فروخته بود. این برای نخستین بار بود که آمریکایی‌ها موافقت کرده بودند یک چنین جنگنده پیشرفته و استراتژیکی را به یک مشتری خارجی بفروشند. از سوی دیگر این اقدام برای ایران یک اقدام جسورانه بود؛ زیرا هنوز در حال تجربه‌اندوزی در زمینهٔ سیستم‌های با تکنولوژی مدرن و تأسیسات لازم برای عملیاتی کردن آن‌ها بود. همچنین فروش این هواپیما از سوی آمریکا به یک کشور دیگر به این معنای بود که کل پروژهٔ اف-۱۴ به وسیلهٔ ایران نجات پیدا می‌کرد؛ زیرا ایران موافقت کرده بود که کل هزینه تحقیقات و تمام هزینه راه اندازی خط تولید هواپیما که شرکت گرومن احتیاج دارد را برای تولید هواپیما پرداخت کند.

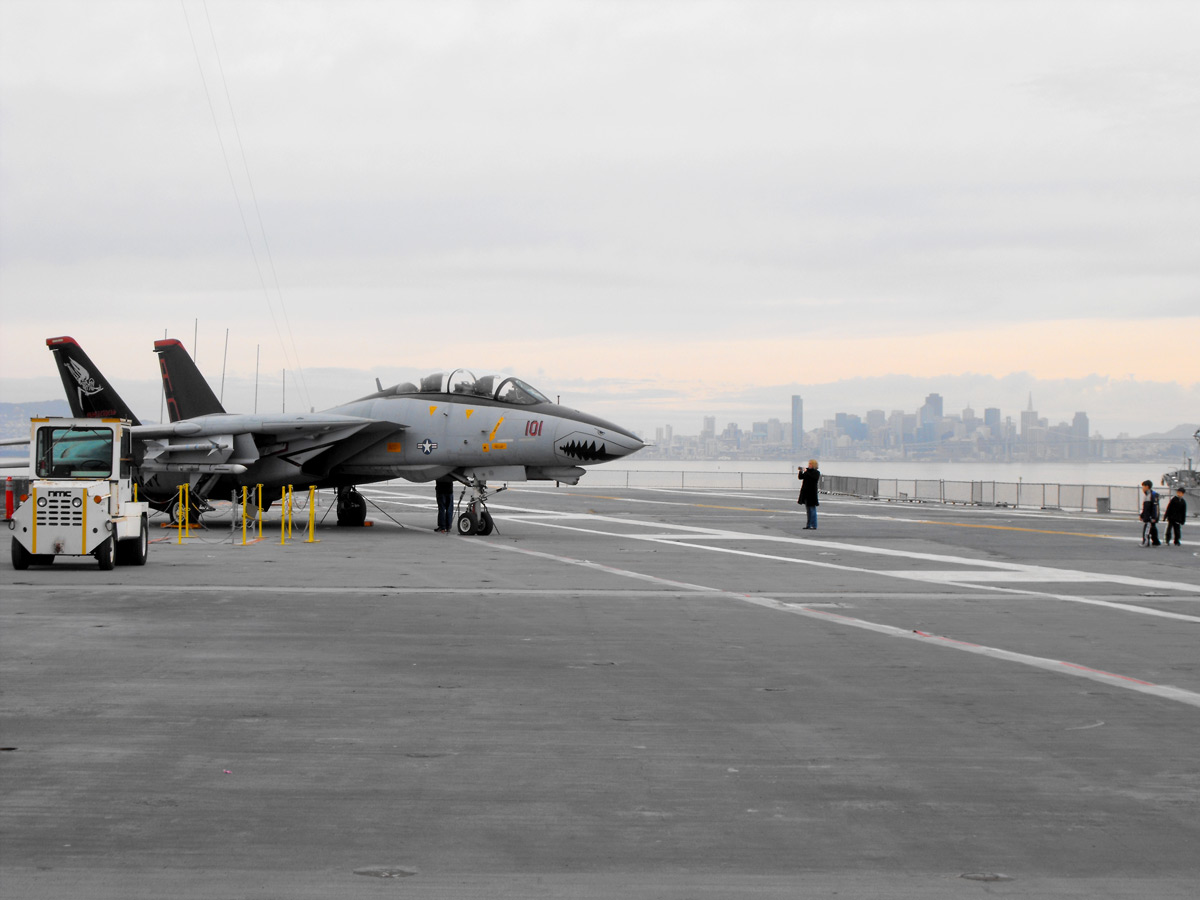
بر روی عرشه موزه یواس‌اس هورنت (سی‌وی-۱۲) در کالیفرنیا در سال ۲۰۰۹

نشنال اینترست می‌نویسد: کارشناسان آمریکایی شاه ایران را در زمینهٔ انتخاب هواپیما بدسلیقه می‌دانستند. روزی یکی از مقامات آمریکایی در مورد شاه ایران به همکارانش گفت: “He’ll buy anything that flies” به معنای این‌که "او هرچه را که پرواز کند، می‌خرد!" چندی بعد، میگ‌های ۲۵ شوروی در ارتفاع ۶۰ هزار پایی با سرعت ۳ ماخ در آسمان ایران پرواز می‌کردند و هواپیماهای نیروی هوایی ایران اف-۵ تایگر و اف-۴ فانتوم یارای مقابله با آن هواپیمای پیشرفته را نداشتند. دولت ریچارد نیکسون نیز تمایل زیادی به فروختن هواپیمای پیشرفته به ایران داشت تا موازنهٔ قدرت با شوروی را دوباره برقرار کند؛ بنابراین در سال ۱۹۷۲ ریچارد نیکسون و هنری کسینجر شخصاً به ایران سفر کردند و یک برگهٔ سفید به شاه دادند تا هر جنگ‌افزاری که شاه توان پرداخت هزینه‌اش را دارد، در آن برگه بنویسد. اینگونه بود که ایران در کنار آمریکا به برترین و پیچیده‌ترین جنگندهٔ رهگیر تاریخ دست پیدا کرد که به رادار برد بلند و موشکهای ایم-۵۴ فونیکس مجهز بود.
 نشنال اینترست ادامه می‌دهد: "منصفانه است که بگوییم سیاستگذاران آمریکایی، بلافاصله از دادن اف-۱۴ به ایران پشیمان شدند. با انقلاب ۵۷ و ظهور تندرویان اسلامگرا، ایران به دشمن آمریکا تبدیل شد و فناوری به‌کار رفته در اف-۱۴ به خطر افتاد. حالا آمریکا دشمنی داشت که دارای ۷۹ جنگنده رهگیر ترسناک بود. امروز با گذشت ۵۰ سال از آن معامله و پس از گذشت ۸ سال جنگ ایران با عراق، مهندسان ایرانی توانسته‌اند بدون وابستگی به آمریکا، این جنگنده را عملیاتی نگهدارند. آمریکا همهٔ تامکت‌های خود را در سال ۲۰۰۶ بازنشسته کرد و امروز ایران درحالی تنها کاربر این جنگنده است که اف-۱۴ در زمرهٔ بهترین هواپیماهای جنگنده در خاورمیانه محسوب می‌شود."
اف-۱۴ تامکت درواقع محصول یک شکست به نام اف-۱۱۱ بود. در دهه ۶۰ میلادی، پنتاگون امیدوار بود که همهٔ هواپیماهای جنگنده خود را با یک محصول کامل جایگزین کند؛ بنابراین هواپیمای اف-۱۱۱ که سرشار از فناوری‌های نوین بود معرفی شد که به‌عنوان یک بمب‌افکن دوربرد، بسیار خوب از آب درآمد؛ ولی اف-۱۱۱ برای نیروی دریایی یک فاجعه بود و قدرت کمی داشت؛ بطوریکه از ۳ پیش‌نمونهٔ ساخته شده از اف-۱۱۱ هر سه فروند سقوط کردند. سرانجام شاه تعداد ۸۰ تامکت و ۲۸۴ موشک فونیکس به ارزش ۲ میلیارد دلار سفارش داد که همین اقلام در جنگ ایران و عراق مانع از شکست خوردن ایران شدند. مشکل اینجا بود که دولت ایالات متحده آمریکا، انتقال هواپیماهای اف-۱۴ تامکت از آمریکا به ایران را دست کم گرفته بود و این انتقال سخت‌ترین کار ممکن برای خلبانان نیروی هوایی آمریکا بود. مشکل دیگر آنجا بود که تامکت برای نیروی دریایی آمریکا ساخته شده بود و خلبانان نیروی هوایی توانایی خلبانی آن را نداشتند و تنها خلبانان نیروی دریایی آمریکا از تجربهٔ کافی برای هدایت این هواپیما برخوردار بودند. خلبانان نیروی دریایی آمریکا، از پایگاه لانگ آیلند در گروه‌های سه‌تایی به سوی ایران حرکت کردند. بسیاری از خلبانان آمریکایی برای اولین بار بود که در هواپیمایی می‌نشستند که هنوز سلیفون‌های صندلی آن کنده نشده بود و بوی خودروی نو را می‌داد. یکی از خلبانان انتقال تامکت‌ها به ایران چند سال بعد نوشت: "خب باید بگویم تجربهٔ شگفت‌انگیزی بود. تامکت‌ها با رنگ‌آمیزی شکاری نیروی هوایی ایران بودند؛ ولی روی دُم هواپیما، نماد نیروی هوایی آمریکا نقش بسته بود. قرار بود وقتی به ایران رسیدیم محلول ویژه‌ای را روی آن نماد بریزیم. پس از انجام این کار، نماد آمریکایی پاک شد و نماد نیروی هوایی ایران که زیر آن حک شده بود، پدیدار شد".

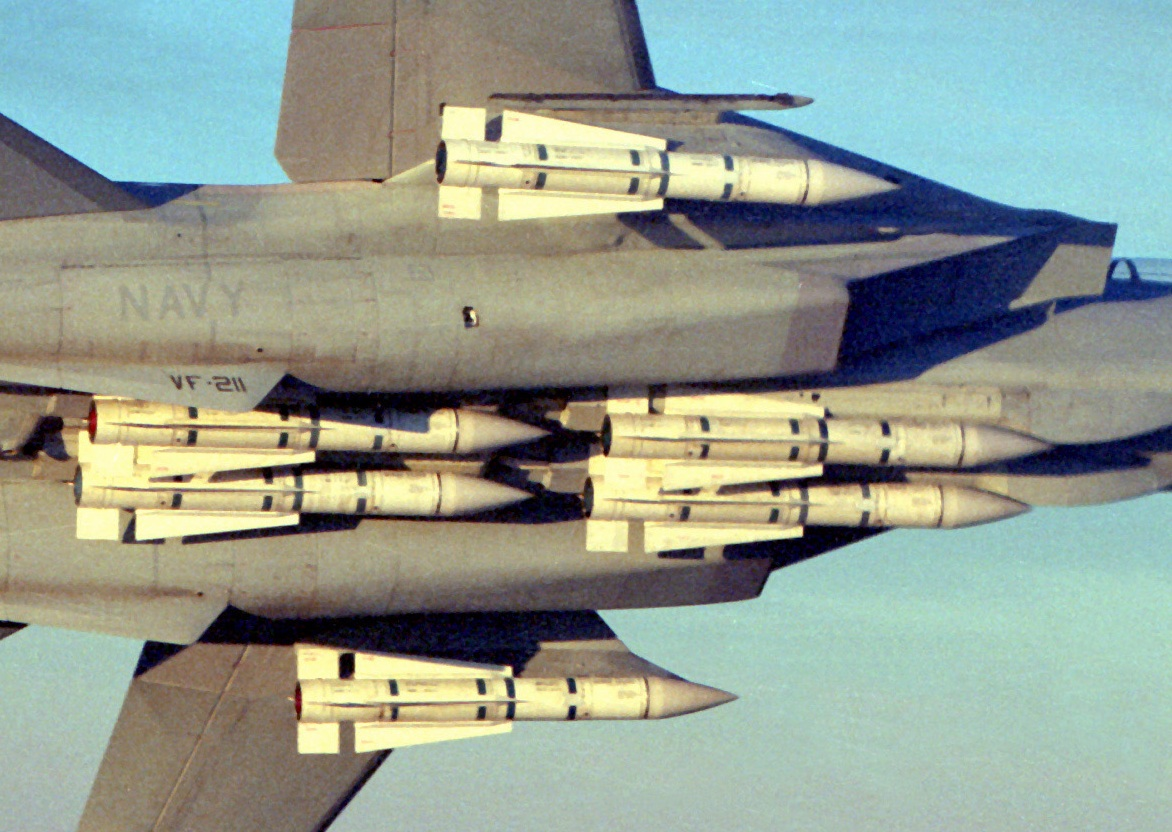
درحال حمل شش موشک فونیکس

پرواز به ایران دو مرحله‌ای بود. مرحله یکم از لانگ آیلند آمریکا به پایگاه هوایی توررخن در اسپانیا و پس از استراحت خلبانان، از اسپانیا به پایگاه اصفهان. در این میان هواپیماهای کی‌سی-۱۳۰ سوخت‌رسان به‌طور پیاپی به تامکت‌ها سوخت می‌دادند. یکی از خدمهٔ سوخت‌رسان می‌نویسد: «این مأموریت برای همهٔ خلبانان بسیار سخت بود. چون باید در طول این سفر ۷ ساعته، به‌طور پیاپی به سه تامکت سوخت‌رسانی می‌کردیم تا همیشه باک سوخت آنها پر باشد تا درصورت بروز مشکل در سوخت‌گیری یکی از هواپیماها و بروز مشکل، هواپیماهای دیگر سوخت تمام نکنند؛ یعنی در هر مرحله می‌بایست ۶ بار به هر هواپیما سوخت می‌دادیم؛ یعنی ۱۸ بار به سه تامکت سوخت رساندیم تا مرحله یکم تمام شود. مرحله دوم نیز به همین صورت سوخت‌رسانی کردیم».

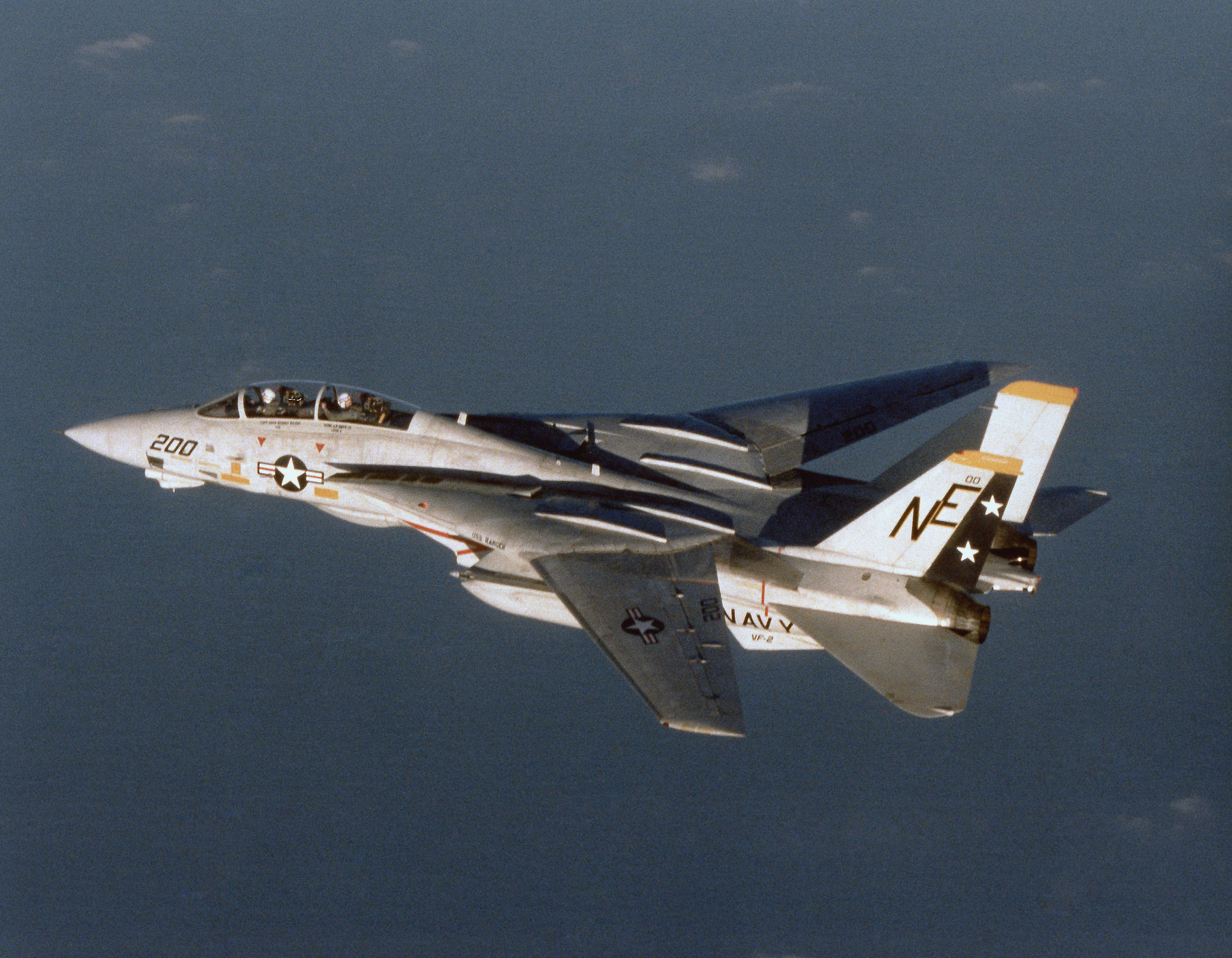

با همکاری نیروی هوایی و نیروی دریایی آمریکا، ۷۹ تامکت به ایران رسیدند. تعدادی از ایرانیان برای دریافت آموزش به آمریکا سفر کردند و گروهی آمریکایی نیز برای آموزش مسائل مهم به ایران سفر کردند تا بخشی از آموزش‌ها در ایران انجام شود. تامکت‌های شاه به ایران رسیدند ولی شاه از این بابت ناراحت و عصبانی بود. شاه از سفارت آمریکا در ایران گلایه کرد که چرا شرکت گرومن، ۲۴ میلیون دلار به مأمورانی در ایران رشوه داده بود تا کار فروش اف-۱۴ را ساده کنند تا ایران بین اف-۱۵ و اف۱۴، این گزینه را انتخاب کند. به‌نظر می‌رسد اصرار آمریکایی‌ها از فروش اف-۱۴ای به‌جای اف-۱۵ به ایران این باشد که این نسخه از اف-۱۴ از موتور پرت اند ویتنی تی‌اف۳۰ بهره می‌برده است. شاه این پول را رشوه قلمداد کرد و خواستار آن شد که رشوه‌گیرندگان، آن پول را به شرکت گرومن بازگردانند. شاه که بسیار عصبانی بود، به پنتاگون نامه نوشت و آن‌ها را در جریان این ماجرا گذاشت و حتی تهدید کرد که پرداخت هزینهٔ هواپیماها به شرکت گرومن را به تأخیر خواهد انداخت. پنتاگون نیز در عوض اعلام کرد که هرگونه دیرکرد در پرداخت پول، موجب لغو شدن قرارداد خواهد شد. این موضوع برای مدتی موجب برهم خوردن روابط ایران و آمریکا شد؛ ولی در هر صورت ایران با کمک تامکت توانست، فاکسبت‌های شوروی را از ایران بیرون کند. در سال ۱۹۷۷ یک تامکت ایران توانست یک پهپاد هدف مدل BQM-34E را در ارتفاع ۵۰ هزار پایی سرنگون کند و شوروی این موضوع را تهدید بزرگی برای فاکسبت‌های خود دانست که باعث شد فاکسبت‌ها برای همیشه، آسمان ایران را ترک کنند. جواد فکوری می‌نویسد: «با آغاز انقلاب اسلامی، تکنسین‌های آمریکایی و ۲۷ خلبان ایرانی تامکت از ترس جانشان از ایران فرار کردند. تعدادی که باقی ماندند دستگیر و چند نفر از خلبانان نیز توسط رژیم جمهوری اسلامی به قتل رسیدند».
مهندسان شرکت هیوز که هنوز در ایران بودند، ۱۶ موشک فونیکس را ناقص کردند تا ایرانیان نتوانند از آن‌ها استفاده کنند؛ ولی نیروهای ایرانی آن موشک‌ها را بازسازی و تعمیر کردند. با آغاز جنگ ایران و عراق، میگ‌های ۲۵ فاکسبت‌ها به‌خوبی از عهدهٔ سرنگون کردن اف-۵ و اف-۴های ایرانی برآمدند و به‌تنهایی توانستند بیش از ۱۰ هواپیما را سرنگون کنند. یکی از آن هواپیماهای سقوط کرده، لاکهید ئی‌سی-۱۳۰اچ کمپس کال ویژهٔ جنگ الکترونیک بود که ارزش بسیار بالایی برای ایران داشت. خلبانان تامکت در مجموع ۲۰۰ پیروزی هوایی برای ایران به‌دست آوردند و جلیل زندی با ۱۱ پیروزی هوایی، با اختلاف زیاد نسبت به سایر خلبانان، توانست پرافتخارترین خلبان جنگ ایران و عراق شود. در مجموع هشت تامکت در جنگ با عراق سقوط کردند که یکی از آن‌ها به اشتباه توسط اف-۴ فانتوم ایرانی مورد هدف قرار گرفت؛ سه عدد به‌دست میراژ اف-۱ عراقی، یکی به دست میگ ۲۱ عراقی، و دو عدد دیگر توسط مهاجمان ناشناس سقوط کردند. تقوایی ادعا کرد مأموران آمریکایی در عراق به فعالیت افتاده بودند و تلاش می‌کردند با نابود کردن لاشهٔ هواپیماهای سقوط کردهٔ اف-۱۴، از دست یافتن شوروی به این جنگنده‌های پیشرفته جلوگیری کنند. 
مأمور نیروی دریایی آمریکا به نیویورک تایمز گفت: «در سال ۱۹۸۱ یک مأمور معامله تسلیحات ایرانی به شعبهٔ شرکت گرومن در لندن درخواست خرید قطعات تامکت را داد و پنتاگون این اجازه را به گرومن نداد. امروز سیاست پنتاگون این است که هیچ تولیدکننده‌ای اجازهٔ فروختن قطعات مورد نیاز ایران را ندارند». نصیرخانی گفت: در سال ۱۹۸۴ تنها ۱۵ هواپیما توان پرواز داشتند و حدود ۵۰ تامکت به‌دلیل نداشتن قطعه، زمین‌گیر بودند. در سال ۱۹۸۱ ایران طرحی با نام خودکفایی صنعت هوایی ارائه کرد و مأموران تسلیحاتی ایرانی با به خطر انداختن جان خود، در کشورهای غربی به دنبال دلالی قطعات مورد نیاز تامکت بودند. البته آمریکا نیز خودخواسته کمک‌هایی هرچند اندک به ایران کرد. در لبنان با گروگانگیری شهروندان آمریکایی، ایران درخواست موشک‌های خود را در عوض آزادی گروگان‌ها در لبنان به آمریکا ارائه داد. دولت رونالد ریگان با این پیشنهاد موافقت کرد و تعدادی موشک فینیکس و ریل بمب به ایران داد. ایران ریل‌های بمب را بر روی تامکت‌ها نصب و آن‌ها را تبدیل به بمب‌افکن پشتیبانی هوایی نزدیک کرد. بعدها آمریکا نیز از این ترفند الگوبرداری کرد. با پایان جنگ ایران و عراق در سال ۱۹۸۸ میلادی، ۶۸ تامکت باقی مانده بودند که ۳۴ فروند توان پرواز داشتند. از آن میان، تنها رادار دو تامکت فعال بود و بقیه از کار افتاده بودند.

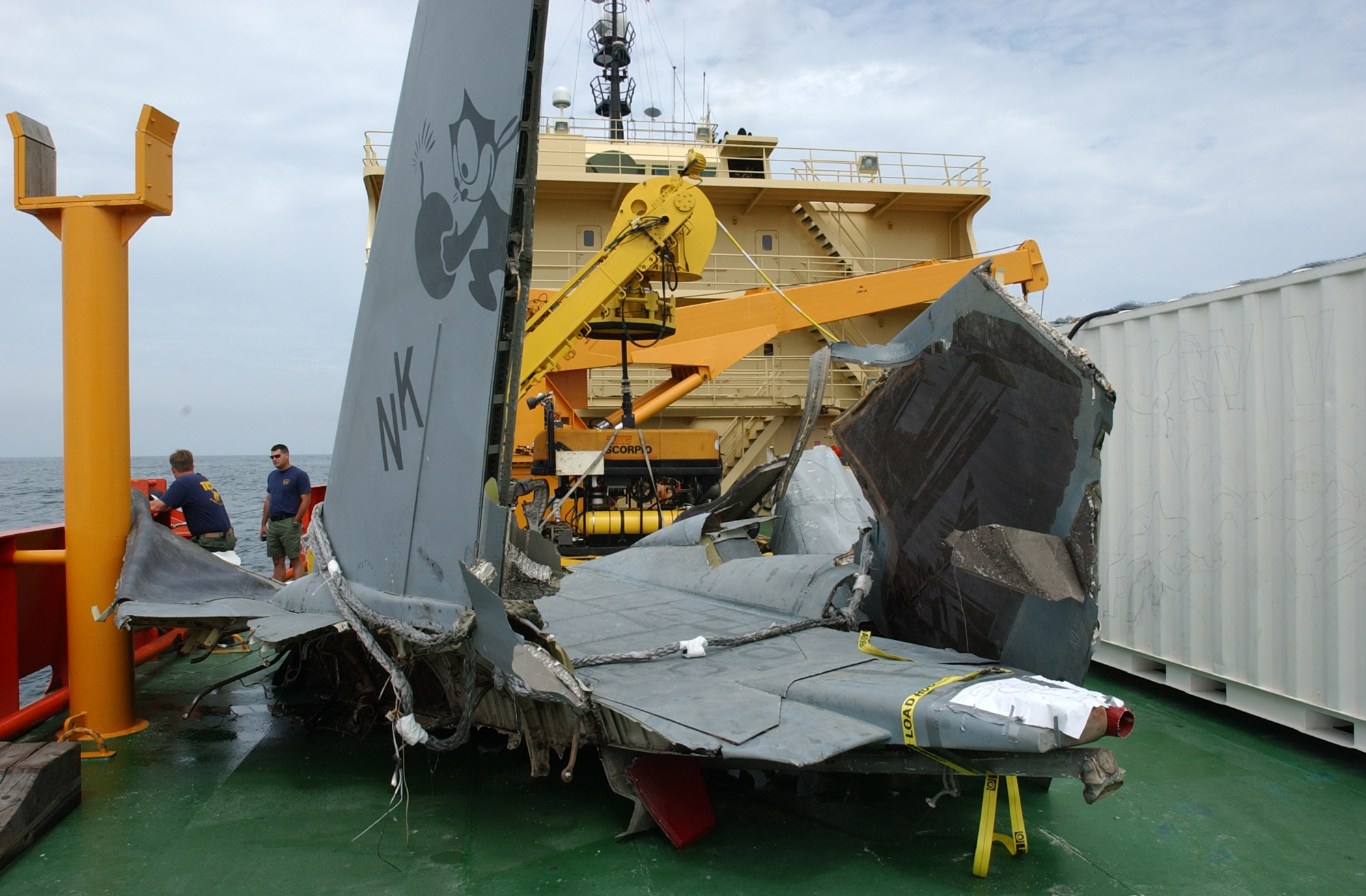
سقوط یک فروند اف-۱۴ آمریکایی در اقیانوس آرام و بازیابی لاشه

پس از جنگ ایران که با مشکل تأمین موشک روبرو بود، توانست موشکهای ویمپل آر-۷۳ و ام‌آی‌ام-۲۳ هاوک را بر روی تامکت نصب و استفاده کند. اینکار موجب شد تا کمبود مهمات تا حدودی برطرف شود؛ ولی قطعات یدکی که ایران با گروگانگیری به آن‌ها دست یافته بود نیز به‌زودی فرسوده شدند و ایران از همهٔ زیرساخت‌های صنعتی در سراسر کشور کمک گرفت تا خودکفایی را بیشتر کند. در دههٔ ۱۹۹۰ میلادی، ایران تصمیم گرفت اف-۱۴ را کنار گذاشته و جنگندهٔ جدیدی بخرد؛ ولی تنها چین حاضر به فروش هواپیما به ایران بود. نیروی هوایی ایران با ارزیابی هواپیماهای چینی، همه را رد کرد؛ زیرا حتی تامکت‌های ناقص نیز از هواپیماهای چینی برتر بودند. ایران در آغازین روزهای سال ۱۹۹۸ با پرداخت هزینه‌های سنگین و فعالیت مأمورانش تلاش به تأمین قطعات تامکت داشت. در ماه مارس ۱۹۹۸ مأموران فدرال آمریکا، یک مأمور تسلیحاتی ایرانی به نام «پرویز لاوی» را در خانه‌اش در شهر لانگ آیلند دستگیر کردند. او به جرم تلاش برای خریدن قطعات یدکی تامکت و موتور تی‌اف-۳۰ برای ایران و ارسال آنها از راه هلند به ایران، به ۵ سال زندان و پرداخت ۱۲۵ هزار دلار جریمه محکوم شد. در همان سال یک شرکت فروشندهٔ قطعات هواپیما در سن دیگو آمریکا به پنتاگون گزارش کرد که شخصی قیمت یک مدل از دریچهٔ ورودی هوا را پرسیده که در جنگنده تامکت استفاده می‌شود. مأموران آمریکایی یک ایرانی که شهروند کانادا شده بود و در شرکت قطعه‌سازی «مولتی‌کور» کار می‌کرد به نام «سعید همایونی» و یک شهروند مالزی به نام «یو لِنگ فونگ» را در این رابطه بازداشت کردند. پنتاگون در تحقیقاتش متوجه شد که در سال ۱۹۹۵ قطعاتی از شرکت مولتی‌کور از راه سنگاپور به ایران ارسال شده است.

در سال ۲۰۰۳ مقامات آمریکایی، طی یک عملیات ضربتی یک ایرانی به نام «سِرژیک آواساپیان» را در هتلی در فلوریدا دستگیر کردند.
آواساپیان پس از سفارش قطعات تامکت به ارزش ۸۰۰هزار دلار، دستگیر شد. در سال ۲۰۰۵ ایران به کمک چند رابطه، توانست از ارتش آمریکا قطعات زیادی از تامکت را دریافت کند. پس از بازنشستگی تامکت در آمریکا در سال ۲۰۰۶ میلادی، تعداد قطعات یدکی بسیار زیاد شد. آمریکا اقدام به نابودی تامکتها و ناقص کردن آنها کرد. تعداد زیادی تامکت آمریکایی نابود شدند و بدنهٔ آنها به موزه‌ها منتقل شد. دیگر تامکتها را در رنده‌های صنعتی انداخته و بازیافت کردند تا قطعات به دست ایران نرسد. پنتاگون از رویداد سال ۲۰۰۵ بسیار عصبانی بود و کریستوفر شایس نمایندهٔ جمهوری‌خواه ایالت کانتیکت این رویداد را یک فاجعهٔ بزرگ قلمداد کرد. در سال ۲۰۰۸ قانون‌گذاران آمریکایی فروش قطعات اف-۱۴ به ایران یا هر کشور دیگری را ممنوع کردند و جورج دابلیو بوش آن را امضاء کرد. آمریکا ۱۵۰ تامکت خود را اسقاط کرد. با این وجود قاچاق قطعات تامکت همچنان ادامه دارد. در سال ۲۰۱۴ یک مأمور اسرائیلی که دو بار برای ارسال قطعات تامکت به ایران تلاش کرده بود توسط ایالات متحده دستگیر شد. در دهه ۲۰۰۰ میلادی، اسکادران تامکت‌های ایران در بوشهر مستقر شدند تا از رآکتورهای هسته‌ای بوشهر محافظت کنند. تقوایی گفت: "هواپیماهای جاسوسی سی‌آی‌ای آمریکا ویژگی‌های پروازی خیره‌کننده‌ای دارند. این پهپادها با بیشینهٔ سرعت ۱۰ ماخ و کمینهٔ سرعت صفر در بیرون جو زمین پرواز می‌کنند و در بعضی اوقات بر روی هدف بی‌حرکت باقی می‌مانند. این هواپیماها با استفاده از میدان مغناطیسی قوی، رادارهای اف-۱۴ را غیرفعال می‌کردند. تقوایی اضافه کرد در سال ۲۰۰۴ میلادی، تامکت‌ها یک پهپاد جاسوسی آمریکایی را بر فراز نیروگاه اتمی اراک رهگیری کردند که پس از قفل کردن رادار تامکت برای شلیک موشک، رادار از کار افتاد و هواپیمای جاسوسی با روشن کردن پس‌سوز خود که به رنگ سبز بود از محل فرار کرد.
به گفتهٔ سپهبد شاپور آذربرزین، جانشین فرماندهی نیروی هوایی شاهنشاهی، خرید اف-۱۴ علی‌رغم مخالفت فنی نیروی هوایی انجام گرفت، چرا که با همان مقدار بودجه می‌شد تعداد ۲۸۰ فروند اف-۱۵ خرید که مزایای بیشتری از قبیل عدم نیاز به پرسنل خارجی و افزایش بیشتر قدرت نیروی هوایی را دربرداشت زیرا برخلاف اف-۱۴ که فقط رهگیر بود اف-۱۵ رهگیر و بمب‌افکن است. آذربرزین ادعا می‌کند خرید اف-۱۴ اشتباه بوده و شاید دلیل خرید آن نجات شرکت تولیدکننده بوده است.

#### هواپیمای اف-۱۴ در ایران
پس از ایالات متحده آمریکا، ایران تنها کشوری است که دارای این نوع جنگنده است. نیروی هوایی شاهنشاهی ایران ۸۰ فروند از این هواپیما سفارش داد که ۷۹ فروند آن به ایران تحویل داده شد و هواپیمای آخر به دلیل قطع رابطه ایران و آمریکا و تحریم تسلیحاتی ایران به نیروی دریایی آمریکا داده شد. در حال حاضر این جنگنده تنها در ایران در حال سرویس دهی می‌باشد. از مشکلات اف-۱۴ تامکت این است که سرویس دهی و عملیاتی کردن آن بسیار مشکل است.

جنگنده اف-۱۴ تامکت هنوز در نیروی هوایی ارتش جمهوری اسلامی ایران به‌کار می‌رود و جزء جنگنده‌هایی است که در طول جنگ ایران و عراق بسیار توسط ایران استفاده می‌شد. در ۶ ماهه اول جنگ اف-۱۴های ایران پنجاه پیروزی را در برابر هواپیماهای عراقی به ثبت رساندند که اکثراً مقابل جنگنده‌های میگ-۲۱ و میگ-۲۳ و تعداد کمتری هم در مقابل سوخوهای ۲۰ و ۲۲ (مدل‌های صادراتی سوخو-۱۷) بود و تنها یک اف-۱۴ بر اثر برخورد ترکش یک میگ-۲۱ که در نزدیکی آن منفجر شده بود آسیب دید. از سال ۱۹۸۲ تا ۱۹۸۶ وظیفه اصلی اف-۱۴های ایران گشت‌زنی در مراکز حساس حکومتی و اقتصادی مثل تهران و جزیره خارگ و بنادر و پالایشگاه‌های جنوب کشور و سکوهای نفتی خلیج فارس بود. این کار با کمک هواپیماهای سوخت‌رسان بوئینگ ۷۰۷-۳۱۹سی انجام می‌شد و گاه هر پرواز با ۴ مرتبه سوخت‌رسانی در هوا بیش از ده ساعت طول می‌کشید. اف-۱۴ها در این مدت همچنان در جنگ‌های هوایی درگیر می‌شدند اما وظیفه اصلی آن‌ها ارعاب نیروی هوایی عراق بود. خسارات سنگینی که این جنگنده‌ها به هواپیماهای عراق وارد کرده بودند در کنار موشک‌های هوا به هوای بسیار دقیق و دوربرد آدبیلوجی-۹ و فونیکس آن‌ها باعث می‌شد تا جنگنده‌های عراقی بلافاصله پس از مشاهده یک اف-۱۴ اقدام به عقب‌نشینی کنند و اف۱۴ها به یک سامانه دفاع هوایی بسیار مؤثر تبدیل شوند که چنین سطحی از تأثیرگذاری برای یک سیستم دفاع هوایی شاید تا کنون در هیچ جنگی و برای مدتی چنین طولانی سابقه نداشته است. تنها جنگنده‌های عراقی که توانست موفقیت نسبی در برابر اف-۱۴ به دست آورد جنگنده‌های میراژ اف-۱ ئی‌کیو-۶ مجهز به موشک‌های سوپر ۵۳۰دی و مجیک ام‌کی۲ بودند که توسط فرانسه در اواخر جنگ یعنی اوایل سال ۱۹۸۸ در اختیار عراق گذاشته شد.
تام کوپر محقق نبردهای هوایی جنگ ایران و عراق معتقد است که اف-۱۴های ایرانی در طول جنگ دست کم ۱۶۰ هواپیما و بالگرد عراقی را سرنگون کرده‌اند که از این میان ۵۸ فروند میگ-۲۳، ۳۳ فروند داسو میراژ اف-۱، ۲۳ فروند میگ-۲۱، نه فروند میگ-۲۵، دو فروند میگ-۲۷، ۲۳ فروند سوخو-۱۷، پنج فروند بمب‌افکن توپولوف-۲۲، یک فروند میراژ ۵، یک فروند بمب‌افکن بی-۶دی، یک فروند بالگرد سوپر فریو و یک فروند بالگرد میل-۲۴ و در بقیه هم نوع هواپیما مشخص نیست.
«واحد مهندسی و اورهال نیروی هوایی ارتش جمهوری اسلامی ایران» با بهسازی قطعات و ارتقای آن توانسته این هواپیما را تا حدودی به روز نگه دارد. تامکت‌های ایران از مدل A اولین مدل تولیدی اف-۱۴ است و با تامکت‌های آمریکایی تفاوتی ندارد. تعدادی از این جنگنده‌ها در پایگاه هوایی هشتم شکاری شهید بابایی در نزدیکی اصفهان نگهداری می‌شود. بر اساس یکی از برآوردها در سال ۲۰۰۹ ایران ۴۴ فروند اف-۱۴ داشته که ۱۳ فروند آن‌ها عملیاتی بوده‌اند. البته در سال ۲۰۱۱ یک هواپیمای اف-۱۴ در ایران سقوط کرد.
ایران و ایالات متحده آمریکا تنها دارندگان این جنگنده هستند.

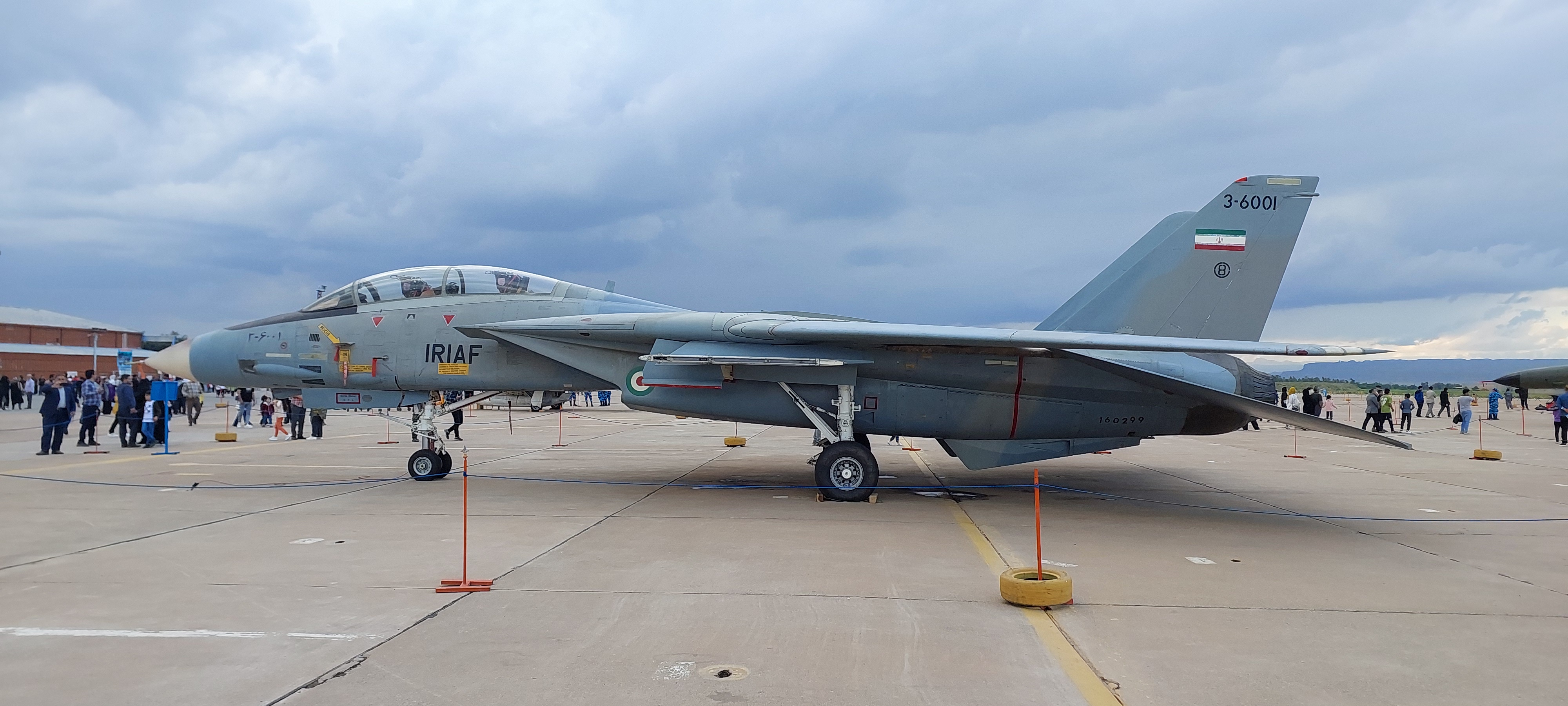
جنگنده اف-۱۴ تامکت از نمای کنار که در نمایشگاه نوروز ۱۴۰۲ پایگاه چهارم شکاری دزفول به نمایش گذاشته شده است.
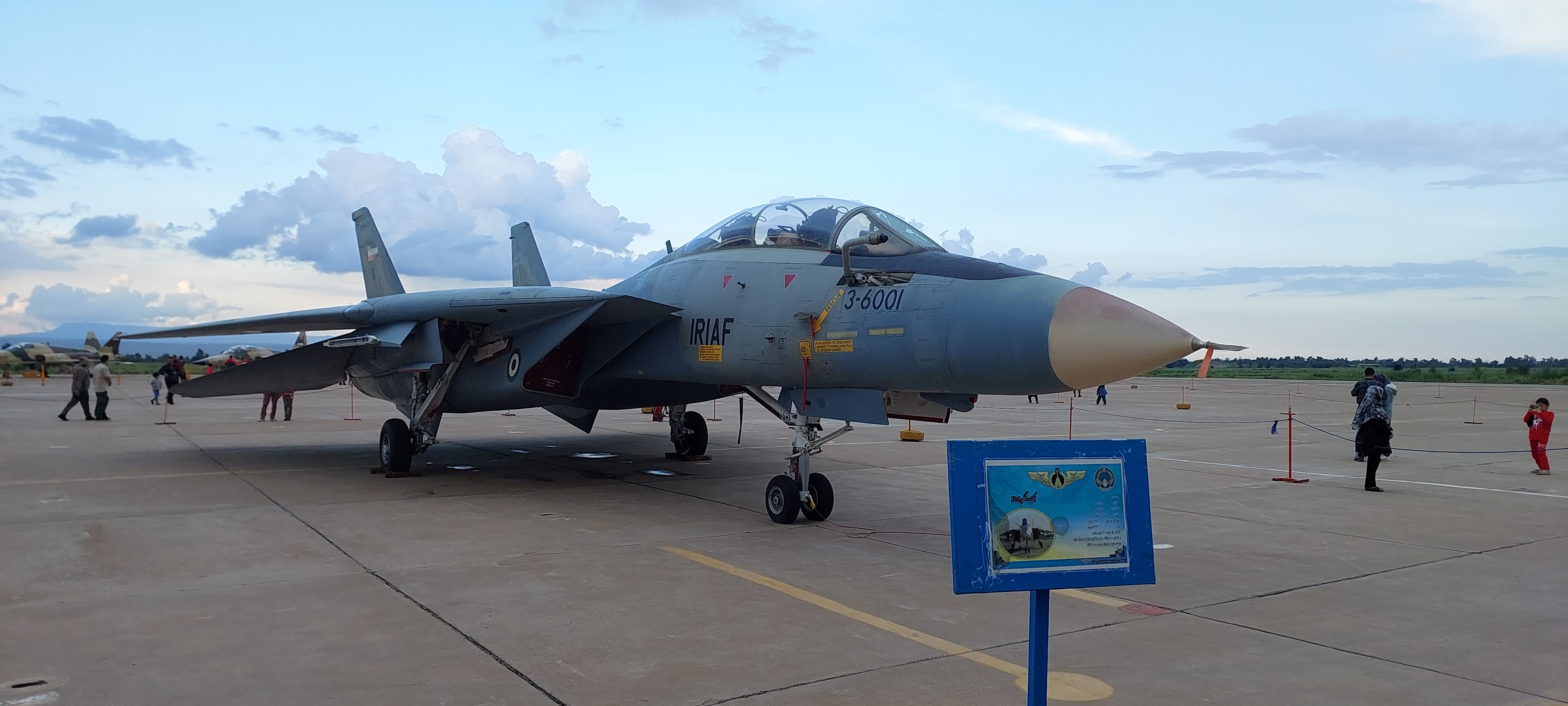
جنگنده اف-۱۴ تامکت که در نمایشگاه نوروز ۱۴۰۲ پایگاه چهارم شکاری دزفول به نمایش گذاشته شده است.
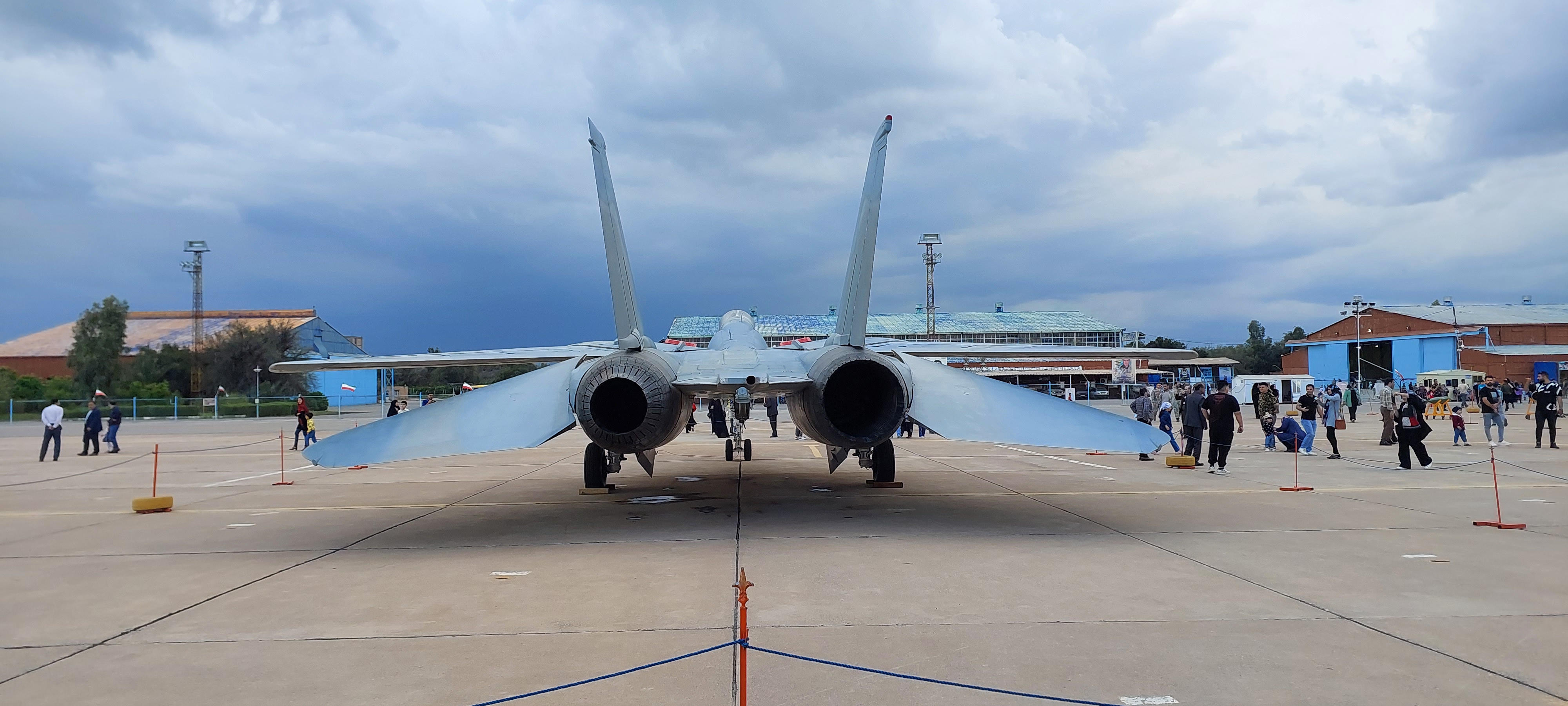
موتور جنگنده اف-۱۴ تامکت از نمای پشت که در نمایشگاه نوروز ۱۴۰۲ پایگاه چهارم شکاری دزفول به نمایش

## نسخه‌ها

### اف-۱۴اِی
اف ۱۴ تامکت اِی نسخهٔ اولیه دو سرنشینه و طراحی‌شده برای تمام وضعیت‌های آب و هوایی می‌باشد که برای نیروی دریایی ایالات متحده آمریکا ساخته شده بود؛ و بعد با تغییراتی دقت ان برای به‌کارگیری مهمات افزایش یافت. نیروی دریایی آمریکا ۴۷۸ فروند از این جنگنده را دریافت کرد و ۷۹ فروند از این جنگنده به ایران تحویل داده شد. ۱۲ فروند اولیه ان آزمایشی بود. ۱۰۲ فروند پایانی آن با موتور TF30-P-414A بهبود یافت.
هشتادمین اف-۱۴ ساخته شده برای ایران به دلیل قطع روابط ایران و آمریکا و تحریم تسلیحاتی ایران در آمریکا ماندگار شد و اکنون با همان رنگ‌آمیزی و نشان نیروی هوایی ایران در موزه هوانوردی آمریکا نگهداری می‌شود.
در مجموع ۵۵۷ تام‌کت ای توسط گرومن ساخته شد که ۴۸ فروند از آن به اف-۱۴بی و ۱۸ فروند از آن به اف-۱۴دی ارتقا یافتند.

### اف-۱۴بی
در مجموع ۳۸ فروند اف-۱۴بی توسط گرومن ساخته شد.

### اف-۱۴سی
اف-۱۴سی پروژهٔ تحقیقاتی از جنگنده اف-۱۴بی بوده که هیچ‌گاه به تولید عملیاتی منجر نشد.

### اف-۱۴دی

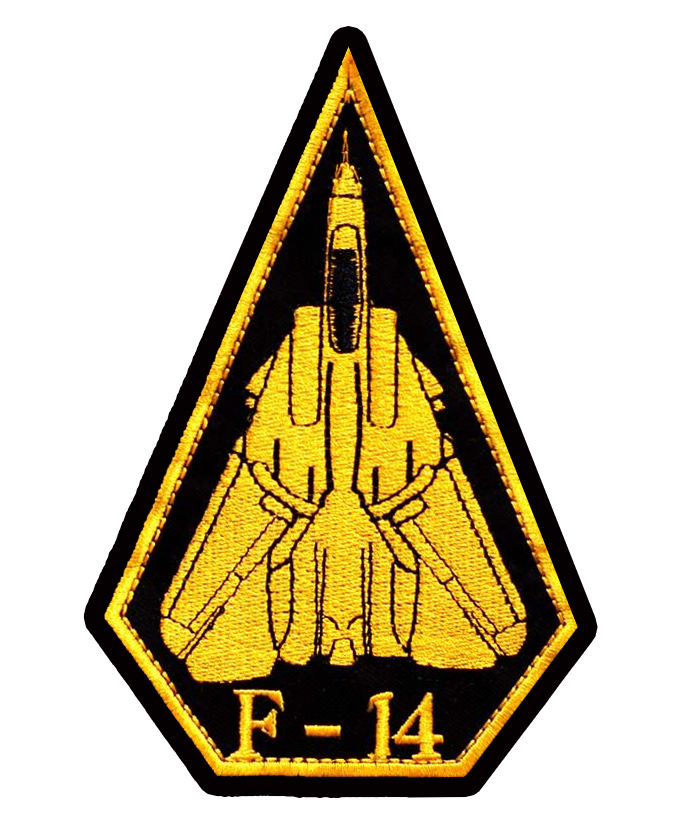
آرم بازوی خلبان اف-۱۴ نیروی هوایی ارتش ایران

در مجموع ۳۷ فروند اف-۱۴دی توسط گرومن ساخته شد.

## کاربران

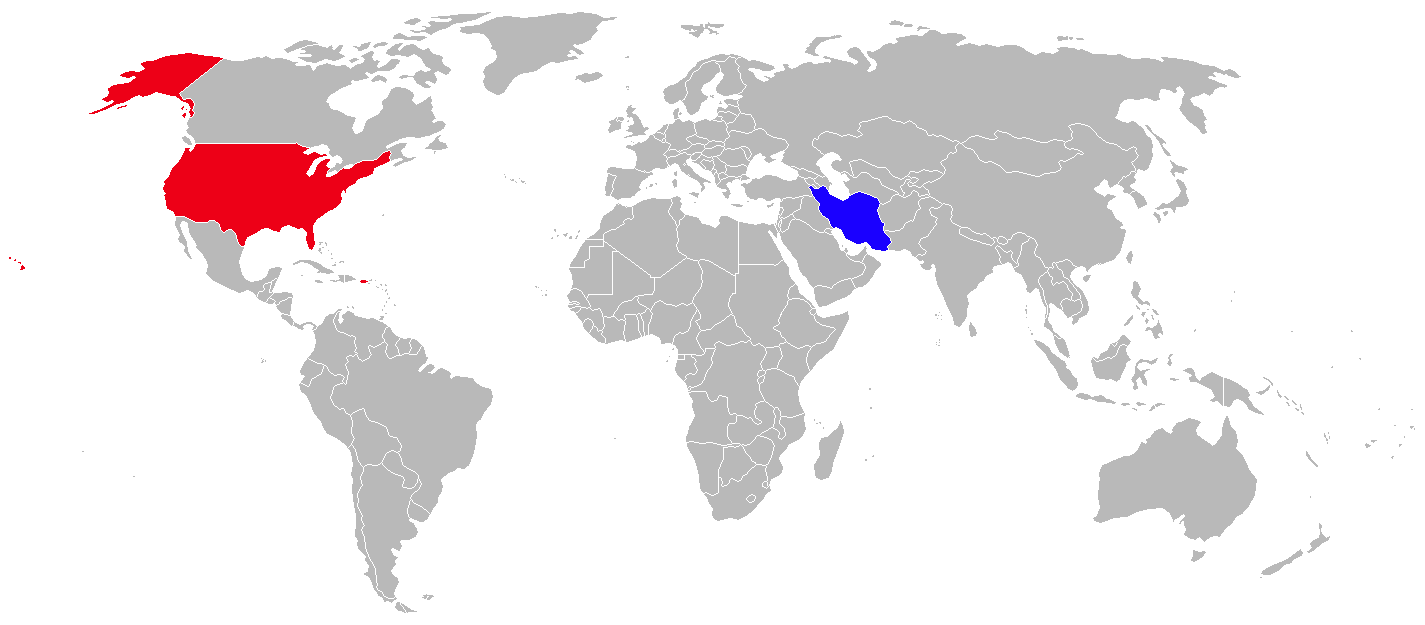
به‌کار گیرنده در گذشته (قرمز)کاربر امروزی (آبی)

### کاربر کنونی
- ایران در اسکادران‌های نیروی هوایی ارتش جمهوری اسلامی ایران (اف-۱۴ای):
  - اسکادران جنگنده تاکتیکی ۷۲: ۱۹۷۶ تا کنون
  - اسکادران جنگنده تاکتیکی ۷۳: ۱۹۷۷ تا کنون
  - اسکادران جنگنده تاکتیکی ۸۱: ۱۹۷۷ تا کنون
  - اسکادران جنگنده تاکتیکی ۸۲: ۱۹۷۸ تا کنون
  - اسکادران جنگنده تاکتیکی ۸۳: هواپیماهای سابق اسکادران ۷۳

در حال حاضر ایران تنها به‌کار گیرنده این جنگنده در جهان است. اگر چه از عمر تامکت‌های ایرانی حدود پنجاه سال می‌گذرد ولی در حال حاضر تامکت بهترین جنگندهٔ نیروی هوایی ایران است. با وقوع انقلاب ۱۳۵۷ و قطع روابط بین ایران و آمریکا، نیروی هوایی ایران در تأمین قطعات یدکی و تعمیر این جنگندهٔ پیچیده با مشکلات زیادی روبه‌رو شد ولی با این حال توانسته تا امروز این جنگنده را در حالت عملیاتی و فعال نگه دارد.

### کاربران پیشین
ایالات متحده آمریکا
- نیروی دریایی ایالات متحده (از سال ۱۹۷۴ تا ۲۰۰۶)
- ناسا نیز یکی از کاربران این هواگرد است.[۲۲][۲۳]

یک اف-۱۴ درحال پرواز، در خدمت ناسا

## ویژگی‌ها
مشخصات عمومی
- خدمه: ۲ (خلبان و افسر رهگیری)
- طول: ۶۲ فوت و ۹ اینچ (۱۹٬۱ متر)
- پهنای بال: ** باز شده: ۶۴ فوت (۱۹/۵۵ متر)
  - جمع شده: ۳۸ فوت (۱۱٫۵۸ متر)
- ارتفاع: ۱۶ فوت (۴٫۸۸ متر)
- بال: مساحت ۵۶۵ فوت مربع (۵۴٫۵ متر مربع)
- ماهیواره: NACA 64A209.65 mod root, 64A208.91 mod tip
- وزن خالی: ۴۳۷۳۵ پوند (۱۹٬۸۳۸ کیلوگرم)
- وزن بارگیری: ۶۱۰۰۰ پوند (۲۷٬۷۰۰ کیلوگرم)
- بیشینه وزن برخاست: ۷۴۳۵۰ پوند (۳۳٬۷۲۰ کیلوگرم)
- پیشرانه: ۲× توربوفن با پس‌سوز جنرال الکتریک اف۱۱۰ جی‌ای-۴۰۰ (در مدل B و D) یا پرت اند ویتنی تی‌اف۳۰ (در مدل A) 
  - نیرو ی خشک: ۱۳۸۱۰ پوند (۶۱٫۴ کیلونیوتن در موتور اف-۱۱۰) هرکدام
  - نیرو با پس سوز ۲۷۸۰۰ پوند (۱۲۴٫۷ کیلونیوتن در موتور اف-۱۱۰) هرکدام

 عملکرد 
- سرعت بیشینه: ۲/۳۴ ماخ (۱٬۵۴۴ مایل بر ساعت، ۲٬۴۸۵ کیلومتر بر ساعت) (در ارتفاع بالا)
- شعاع عملیاتی: ۵۰۰ ناتیکال مایل (۵۷۵ مایل (۹۲۶ کیلومتر))
- برد ترابری: ۱۶۰۰ ناتیکال مایل (۱٬۸۴۰ مایل، ۲٬۹۶۰ کیلومتر)
- سقف پروازی: ۵۰۰۰۰ فوت (۱۵٬۲۰۰ متر)
- نرخ اوج‌گیری: >۴۵۰۰۰ فوت بر دقیقه (۲۲۹ متر بر ثانیه)
- بارگیری بال: ۱۱۳/۴ پوند بر فوت مربع (۵۵۳٫۹ کیلوگرم بر متر مربع)
- نسبت نیرو به وزن: ۰/۹۱

جنگ‌افزار

- توپها: ۱ قبضه توپ گاتلینگ ام-۶۱ (۲۰ میلی‌متری) با ۶۷۵ گلوله
- جایگاه‌ها: دارای ۱۰ جایگاه، ۶× زیر بدنه، ۲ تا محفظه موتور، ۲× محل اتصال بال‌ها.
- موشکها: موشک‌های هوابه‌هوای ایم-۱۲۰ آمرام، ایم-۹ سایدوایندر، ایم-۷ اسپارو، ایم-۵۴ فینیکس، سجیل
- بمبها: ** مهمات تهاجم مستقیم مشترک (JDAM) هدایت‌شونده
  - بمب هدایت لیزری پیووی
  - بمب‌های سری ام‌کی-۸۰ هدایت‌ناپذیر
  - سی‌بی‌یو-۱۰۰ بمب خوشه‌ای (ام‌کی۲۰ راک‌آی-۲)
- متفرقه:
  - پاد هدف‌گیری لانتیرن
  - سامانه اکتشافی تاکتیکی هوابرد
  - ۲× مخزن سوخت بیرونی ۲۶۷ گالونی

تجهیزات پروازی

- رادار ای‌ان/ای‌دابلیوجی-۹ هیوز با برد ۳۳۰ کیلومتر
- AN/AAS-42 (سامانهٔ جستجو و ردیابی فروسرخ)، AAX-1 TCS
- AN/ALR-67 (گیرندهٔ هشدار راداری)
- AN/ASN-130 (سامانه ناوبری اینرسیایی)
- Remotely Operated Video Enhanced Receiver